# Amérique latine
Ne doit pas être confondu avec Amérique du Sud ou Mésoamérique.
Pour les articles homonymes, voir Amérique (homonymie) et Latin (homonymie).

Les langues dominantes en Amérique latine : en vert l'espagnol, en orange le portugais et en bleu le français.

L’Amérique latine (en espagnol et en portugais : América Latina) est une aire culturelle à la définition variable, regroupant une partie des territoires d'Amérique qui ont été colonisés par les Européens parlant des langues romanes (c'est-à-dire dérivées du latin), soit entre vingt et plus de trente pays actuels selon les définitions.
Bien que parfois restreinte aux pays d'Amérique qui ont actuellement pour langue officielle l'espagnol et le portugais (et qui forment l'Ibéro-Amérique), la notion d'Amérique latine englobe généralement l'ensemble de l'Amérique du Sud et de l'Amérique centrale, ainsi que le Mexique et les îles des Caraïbes. En tant que telle, elle regroupe l'Amérique hispanique, le Brésil lusophone, les territoires francophones des Antilles, de la Guyane et de Haïti, ainsi que plusieurs îles des Caraïbes, le Guyana et le Suriname, où les langues officielles ne sont pas des langues romanes mais l'anglais ou le néerlandais,.
Bien que le français soit une langue romane, les territoires d'Amérique ayant comme langue officielle le français ne sont pas toujours inclus dans l'Amérique latine ; en particulier, les territoires francophones d'Amérique du Nord (Québec, Nouveau-Brunswick ou Saint-Pierre-et-Miquelon notamment) en sont exclus.
À l'instar de l'Amérique du Nord, la population d'Amérique latine est ethniquement diversifiée, mêlant descendants des peuples autochtones, des colons européens, des esclaves d'origine africaine et des immigrants plus récents (originaires notamment d'Italie, d'Allemagne, du Liban, de Syrie ou encore du Japon, selon les régions). La religion prédominante en Amérique latine est le christianisme, historiquement le catholicisme, concurrencé aujourd'hui par les églises évangéliques. Dans une partie de cette communauté, des éléments des religions autochtones et des religions africaines se sont mêlés au christianisme.
L'Amérique latine a une superficie d'au moins 20 millions de km², soit près de 4 % de la surface de la Terre, et 13,5 % de sa surface émergée. En 2019, sa population est estimée à plus de 650 millions d'habitants.

## Origine de l'expression

### Étymologie et apparition de l’idée d’Amérique latine

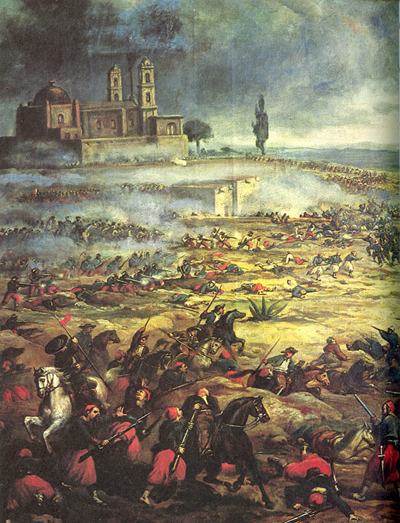
La bataille de Puebla, le 5 mai 1862, lors de l'Expédition du Mexique.

L'expression « Amérique latine » a été utilisée pour la première fois par le poète colombien José María Torres Caicedo en 1856 et par le socialiste chilien Francisco Bilbao, tous deux proches de Lamennais.
Le concept d'une Amérique catholique et latine s’opposant à une Amérique anglo-saxonne et protestante a été repris par l’entourage de Napoléon III. En 1861, c’est au nom de la défense de ces pays « latins », considérés comme culturellement proches de la France, que l'empereur envoie une expédition au Mexique dans un contexte de pan-latinisme.
Le développement de l'expression « Amérique latine » est donc lié aux visées coloniales de Napoléon III dans cette région, aux alentours de 1860, lors de l'aventure mexicaine. C'est le Français Michel Chevalier qui mit alors en avant un concept de « pan-latinité » destiné à promouvoir les ambitions françaises en opposant les régions de langue romane (espagnol, portugais, et français) dans les Amériques, aux régions de langue anglaise. Cette sorte d'« ingérence » est toujours combattue, au nom des droits de la mère patrie, par Madrid, où le concept d'Amérique latine n'a toujours pas droit de cité, mais où prévaut au contraire le concept d'hispanité. Les Espagnols ont toujours préféré les expressions Hispanoamérica ou encore Iberoamérica pour la désigner. Plus récemment, les géographes utilisent l'expression « Extrême-Occident » pour parler de l'Amérique latine,. L'Académie française définit l’Amérique latine comme « l'ensemble des pays d'Amérique anciennement colonisés par l'Espagne et par le Portugal ».

### Différentes approches possibles

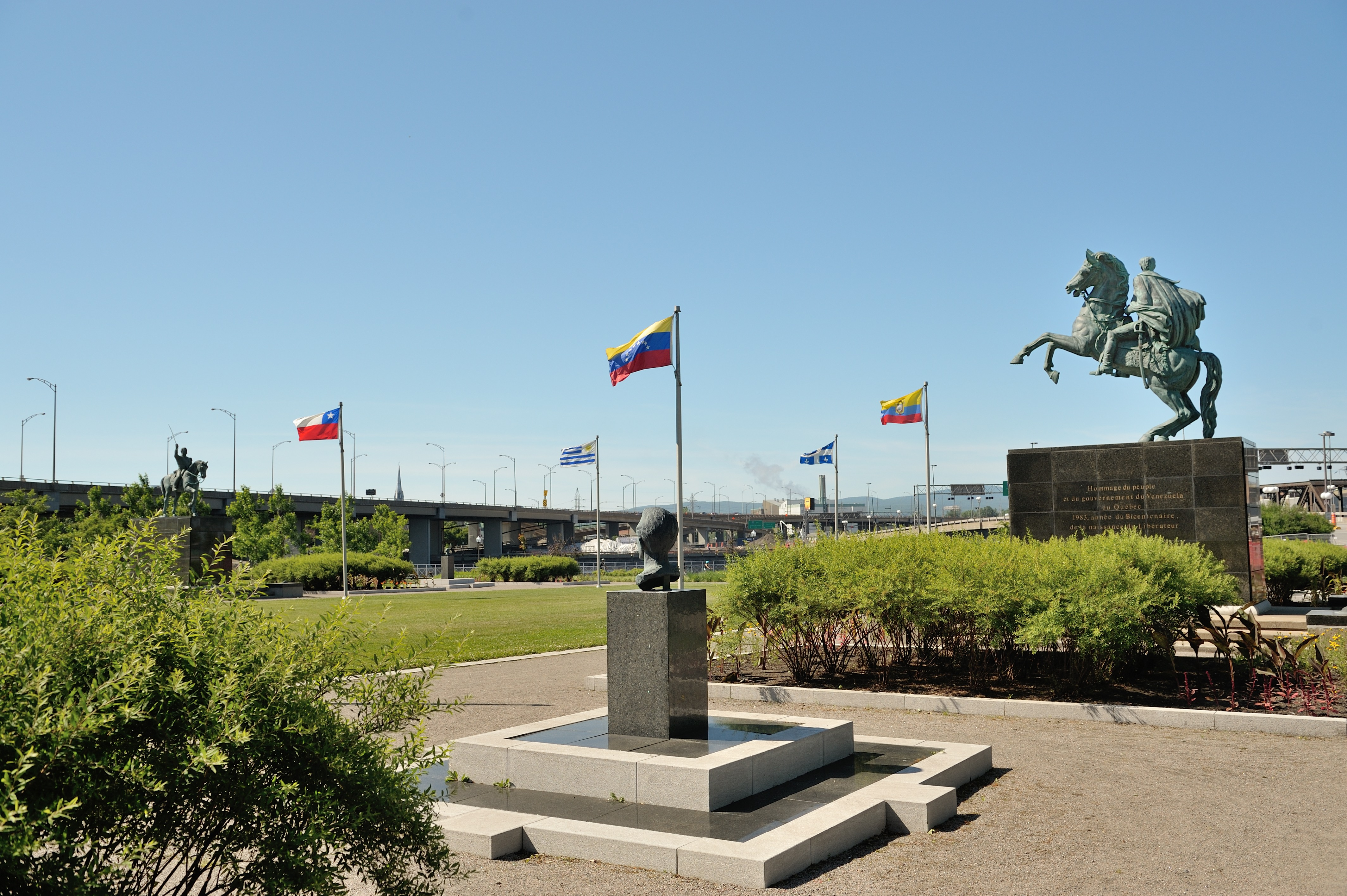
Le parc de l'Amérique-Latine à Québec rend « hommage aux peuples de l'Amérique latine pour lesquels les Québécois, « Latins du Nord », ont développé une vivante amitié et une profonde solidarité ».

La définition la plus fréquente de l'Amérique latine retient en pratique les dix-huit pays indépendants de l'« Amérique hispanique », dont la langue officielle principale est l'espagnol, en y ajoutant le Brésil, dont la langue officielle est le portugais ; Haïti y est parfois inclus si on considère que le français, par son caractère de langue romane, pourrait justifier d'inclure cet État dans l'Amérique latine. L'expression, sans définition ni périmètre universellement admis, peut par exemple aujourd'hui désigner :
- selon un critère linguistique, l’ensemble des pays du continent américain où l’on parle l’espagnol, le portugais ou le français[17]. L’Amérique latine comprend donc la majeure partie de l'Amérique du Sud, de l’Amérique centrale et une partie de l’Amérique du Nord : le Mexique[18]. Le Canada français (Québec et le Nouveau-Brunsiwck principalement), même si l'on y parle une langue romane, le français, n'est pas considéré comme appartenant à l'Amérique latine, du fait de son intégration depuis longtemps au Canada, à l'instar des anciens territoires espagnols que sont la Floride, la Californie, etc.[19]. Victor Armony, professeur de sociologie à l'université de Québec à Montréal, plutôt que parler de Latins du Nord ou d'Amérique latine préfère évoquer « latinité américaine du Québec »[20]. Les autres territoires américains de langue française (que cela soit Saint-Pierre-Et-Miquelon, la Guadeloupe, la Martinique, Saint-Martin et Saint-Barthélémy ou la Guyane, qui sont encore des territoires français ou bien Haïti) ne sont généralement pas inclus non plus dans la notion[21] ;

- selon un critère géographique et culturel, tout l’espace compris de la Mexamerica au Nord, à la Terre de Feu au sud et comprenant, le Mexique, l’Amérique centrale, les Caraïbes, les pays traversés par la cordillère des Andes : le Venezuela, la Colombie, l'Équateur, le Pérou, la Bolivie, le Chili et l'Argentine, les pays du Cône Sud (Argentine, Chili et Uruguay) et le Brésil. Ce vaste ensemble de 22 millions de km2 et de plus de 550 millions d’habitants connaît de profondes disparités mais trouve son identité dans des histoires coloniales et des conquêtes d’indépendances similaires, des modes d’occupation de l’espace et des rapports sociaux comparables[22] ;

Le groupe des États d'Amérique latine et des Caraïbes (ici en rose) est un des cinq grands groupes régionaux des Nations unies.

- selon un critère géopolitique, une « représentation […] qui va à l’encontre de la division classique et géologique du continent en trois parties », un ensemble que l’on peut opposer à l’Amérique du Nord anglo-saxonne[23]. C'est à peu près (à l'exception notable des territoires français en Amérique et de Porto Rico) celle retenue par l'Organisation des Nations unies (ONU) pour l'ensemble de 33 États membres qu'elle désigne comme le groupe des États d'Amérique latine et des Caraïbes[24].

## Définition de l'Amérique latine

### Histoire et périmètre de l'Amérique latine
L'expression « Amérique latine » peut être diversement comprise, même si la définition du périmètre correspondant n'est pas toujours précise, on considère assez généralement que l'Amérique latine est constituée de 19 pays, listés ci-dessous, sans y inclure systématiquement Porto Rico, « associé » aux États-Unis, Haïti, pays indépendant parlant une langue romane, ni les Antilles et la Guyane françaises. Toutefois, une définition restreignant l'Amérique latine aux pays issus de la colonisation ibérique la rend synonyme du terme d'Ibero-Amérique : il peut sembler logique de les différencier.
L’effondrement de l’Empire espagnol après 1808 donne naissance au même moment, après une quinzaine d'années de guerres de libération, à de nouveaux pays qui font appel à la Bourse de Londres pour financer leur industrie minière et la moderniser, mais leurs destins divergent ensuite, le rêve de Simón Bolívar d'une grande fédération ne se réalisant pas.

Empires espagnol et portugais, 1790.

D'autre part, l’examen attentif de l’histoire et de la culture de l’Amérique latine montre que cette dernière ne constitue pas un ensemble culturellement homogène : l’expression « Amérique latine » efface le passé précolombien de la région, pour ne s'attacher qu'à la langue des colonisateurs. Une définition souvent rencontrée, fait ainsi de l'Amérique latine l'addition des 18 pays indépendants de langue espagnole d'un côté (« l'Amérique espagnole »), du Brésil (de langue portugaise) et Haïti de l'autre.
Cette définition de l'Amérique latine est cohérente avec le concept du « partage du monde » signé en 1494 par l'Espagne (alors Castille) et le Portugal lors du Traité de Tordesillas, établi pour définir le partage du Nouveau Monde — considéré comme terra nullius — entre les deux puissances coloniales émergentes, avec pour ligne de partage un méridien nord-sud localisé à 370 lieues (1 770 km) à l'ouest des îles du Cap-Vert, méridien qui se situerait aujourd'hui à 46° 37' ouest.

### Pays inclus dans l'Amérique latine
| Pays                   | Population (2018) | Superficie     | Capitale      | Plus grande ville       |
| ---------------------- | ----------------- | -------------- | ------------- | ----------------------- |
| Argentine              | 44,7 millions     | 2 766 890 km2  | Buenos Aires  | Buenos Aires            |
| Bolivie                | 11,3 millions     | 1 098 581 km2  | Sucre         | Santa Cruz de la Sierra |
| Brésil                 | 208,9 millions    | 8 547 877 km2  | Brasilia      | São Paulo               |
| Chili                  | 17,9 millions     | 756 950 km2    | Santiago      | Santiago                |
| Colombie               | 48,2 millions     | 1 141 748 km2  | Bogota        | Bogota                  |
| Costa Rica             | 5 millions        | 51 100 km2     | San José      | San José                |
| Cuba                   | 11,1 millions     | 110 861 km2    | La Havane     | La Havane               |
| Équateur               | 16,5 millions     | 283 560 km2    | Quito         | Guayaquil               |
| Guatemala              | 16,6 millions     | 108 890 km2    | Guatemala     | Guatemala               |
| Honduras               | 9,2 millions      | 112 090 km2    | Tegucigalpa   | Tegucigalpa             |
| Mexique                | 126 millions      | 1 972 550 km2  | Mexico        | Mexico                  |
| Nicaragua              | 6,1 millions      | 129 494 km2    | Managua       | Managua                 |
| Panama                 | 3,7 millions      | 75 640 km2     | Panama        | Panama                  |
| Paraguay               | 7 millions        | 406 750 km2    | Asuncion      | Asuncion                |
| Pérou                  | 31,3 millions     | 1 285 220 km2  | Lima          | Lima                    |
| Porto Rico             | 3,2 millions      | 8 870 km2      | San Juan      | San Juan                |
| République dominicaine | 10,3 millions     | 48 730 km2     | Santo Domingo | Santo Domingo           |
| Salvador               | 6,2 millions      | 21 040 km2     | San Salvador  | San Salvador            |
| Uruguay                | 3,4 millions      | 176 220 km2    | Montevideo    | Montevideo              |
| Venezuela              | 31,7 millions     | 916 445 km2    | Caracas       | Caracas                 |
| TOTAL                  | 618,3 millions    | 20 021 506 km2 |               |                         |

### Pays et territoires parfois inclus dans l'Amérique latine
| Pays                       | Population    | Superficie | Capitale       | Plus grande ville | Chef d’État   |
| -------------------------- | ------------- | ---------- | -------------- | ----------------- | ------------- |
| Haïti[source insuffisante] | 10,8 millions | 27 750 km2 | Port-au-Prince | Port-au-Prince    | vacant        |
| Belize                     | 398 000       | 22 966 km2 | Belmopan       | Belize City       | Froyla Tzalam |

### Liste des zones concernées par fuseaux horaires

#### UTC−8
- Mexique :
  - Basse-Californie*

#### UTC−7
- Mexique :
  - Basse-Californie du Sud*
  - Chihuahua*
  - Nayarit* (en majeure partie)
  - Sinaloa*
  - Sonora

#### UTC−6
- Belize
- Chili :
  - Île de Pâques**
- Costa Rica
- Équateur :
  - Îles Galápagos
- Guatemala
- Honduras
- Mexique* (tous les États et districts non mentionnés ci-dessus)
- Nicaragua
- Salvador

#### UTC−5
- Bahamas
- Brésil :
  - Acre
- Colombie
- Cuba
- Équateur (sauf les îles Galápagos)
- Haïti
- Jamaïque
- Panama
- Pérou

#### UTC−4
- Antigua-et-Barbuda
- Barbade
- Bolivie
- Brésil :
  - Amazonas (à l'exception de l'extrême sud-ouest)
  - Mato Grosso**
  - Mato Grosso do Sul**
  - Pará (ouest)
  - Rondônia
  - Roraima
- Chili (horaire d'hiver)
- Dominique
- Guadeloupe
- Grenade
- Guyana
- Martinique
- Paraguay**
- République dominicaine
- Saint-Barthélemy
- Saint-Christophe-et-Niévès
- Sainte-Lucie
- Saint-Martin
- Saint-Vincent-et-les-Grenadines
- Trinité-et-Tobago
- Venezuela (depuis le 1er mai 2016 à 3:00[30])

#### UTC−3
- Argentine
- Brésil :
  - Alagoas
  - Amapá
  - Bahia
  - Ceará
  - District fédéral**
  - Espírito Santo**
  - Goiás**
  - Maranhão
  - Minas Gerais**
  - Pará (est)
  - Paraïba**
  - Paraná**
  - Pernambouc
  - Piauí
  - Rio de Janeiro**
  - Rio Grande do Norte
  - Rio Grande do Sul**
  - Santa Catarina**
  - São Paulo**
  - Sergipe
  - Tocantins
- Chili
  - Régions d'Arica et Parinacota jusqu'à Aysén
  - Région de Magallanes et de l'Anctartique chilien
- France :
  -  Guyane
  -  Saint-Pierre-et-Miquelon*
- Suriname
- Uruguay**

#### UTC−2
- Brésil :
  - Fernando de Noronha

## Économie

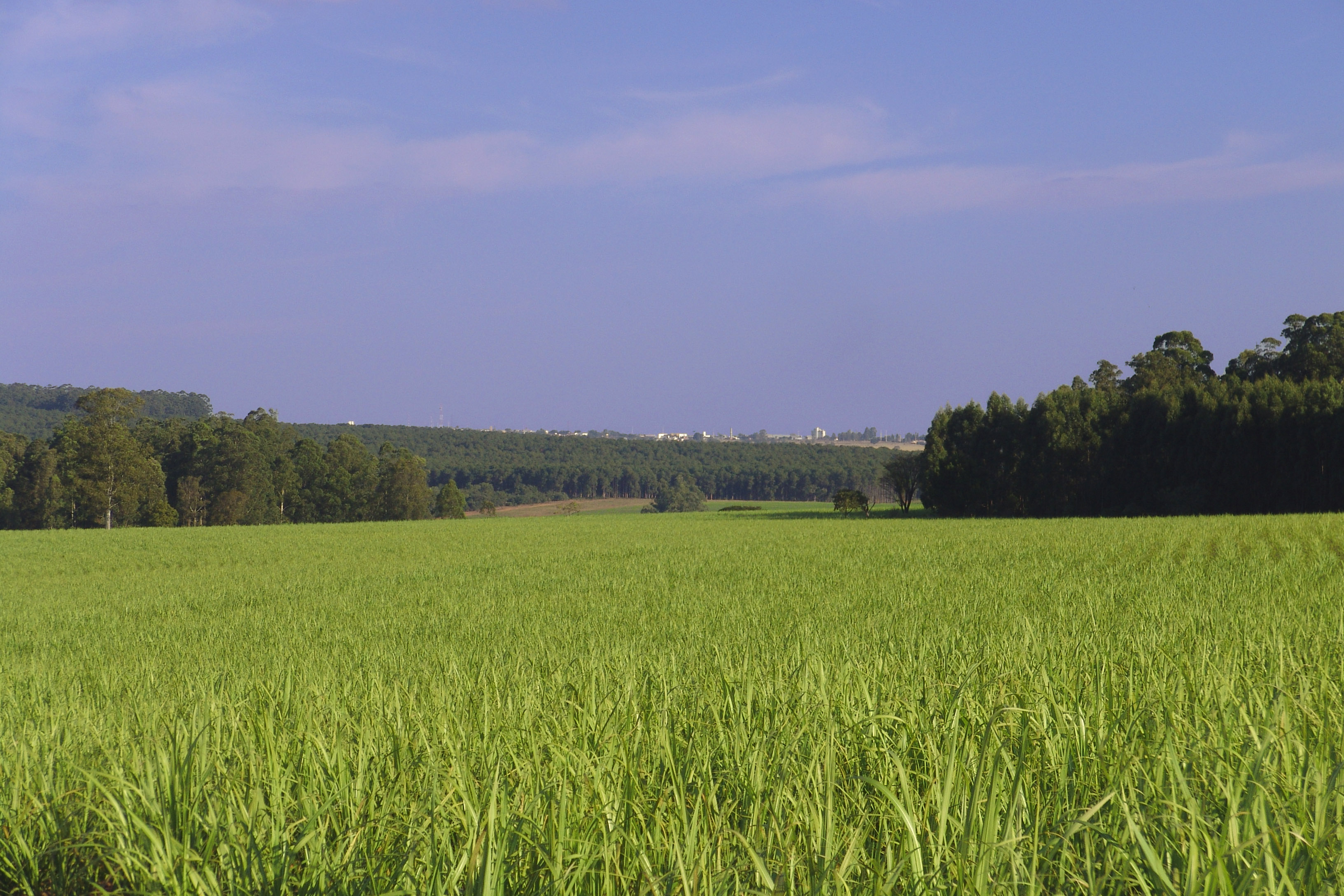
Plantation de canne à sucre à São Paulo. En 2018, le Brésil était le premier producteur mondial, avec 746 millions de tonnes. L'Amérique latine produit plus de la moitié de la canne à sucre mondiale.

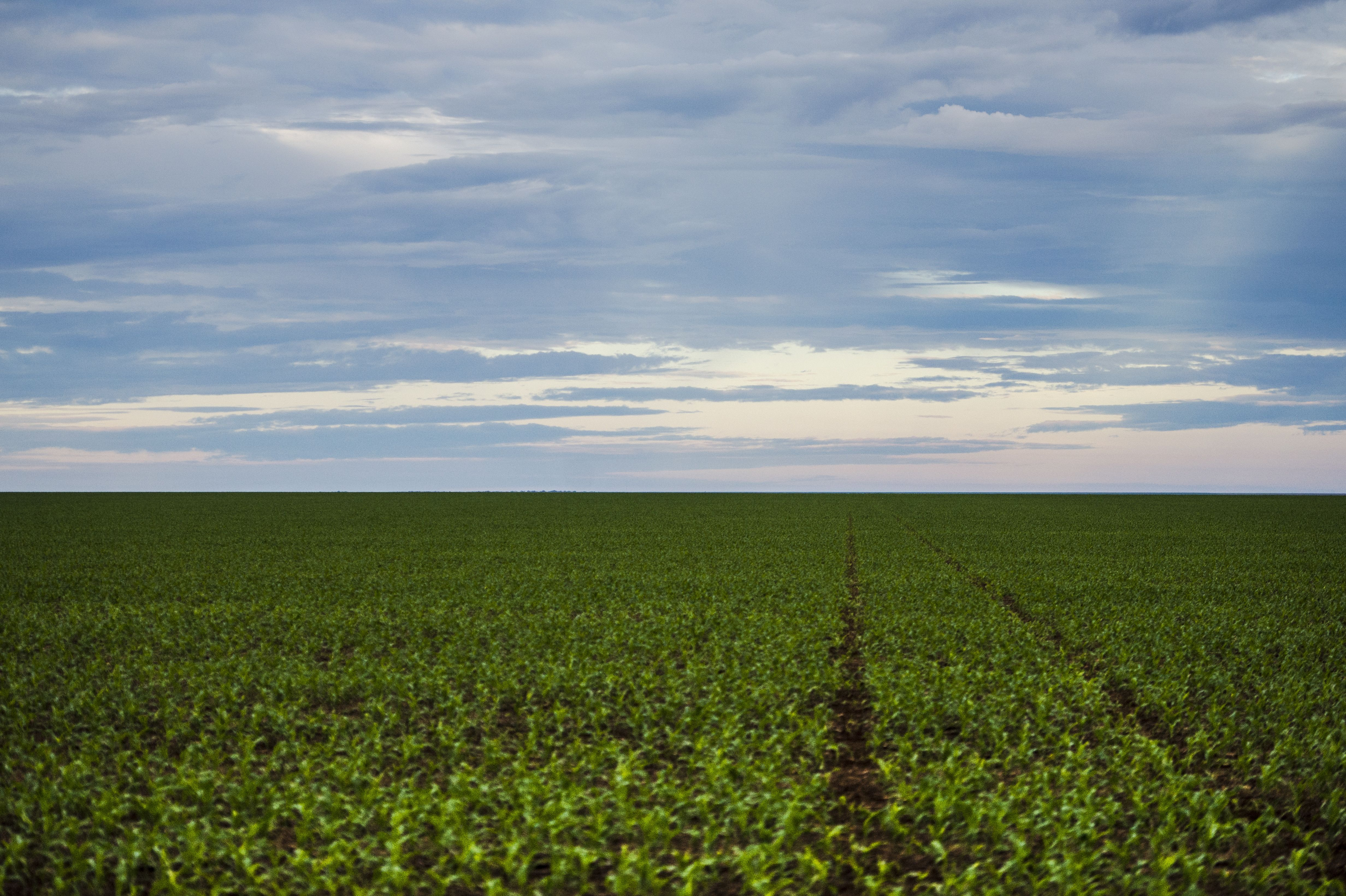
Plantation de soja au Mato Grosso. En 2020, le Brésil était le premier producteur mondial, avec 130 millions de tonnes. L'Amérique latine produit la moitié du soja mondial.

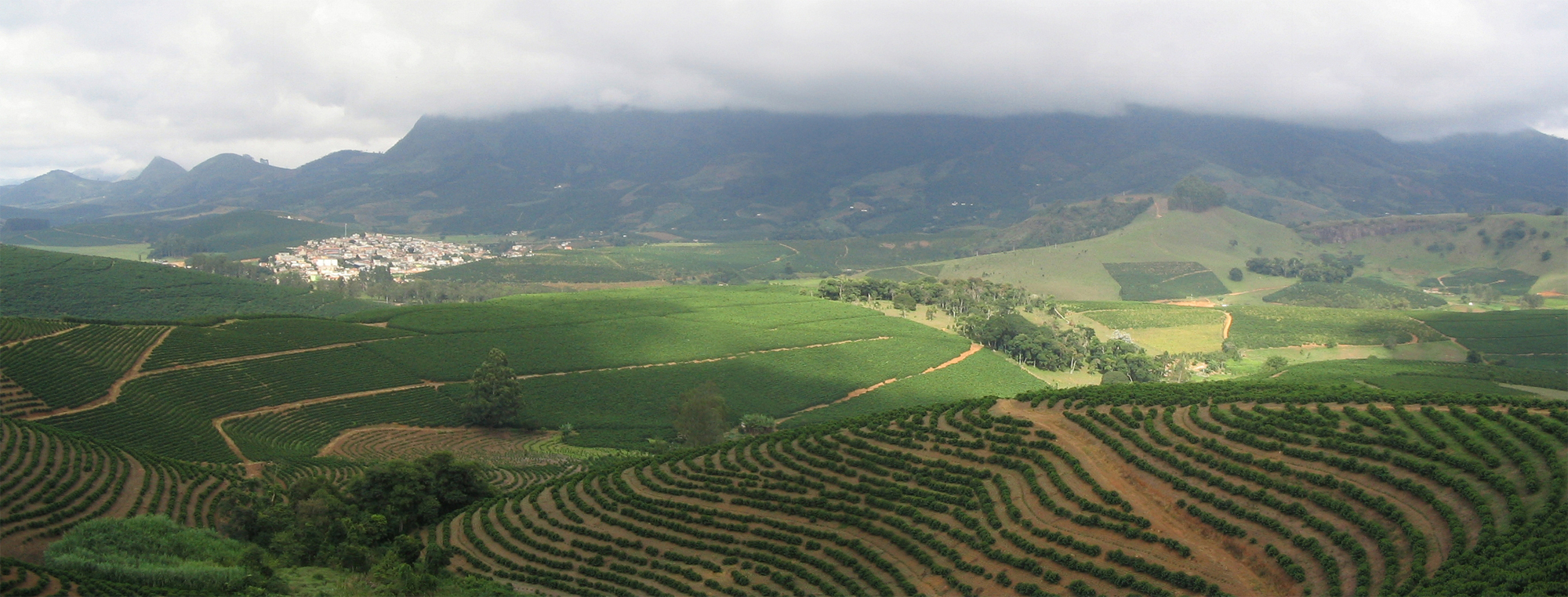
Café à Minas Gerais. En 2018, le Brésil était le premier producteur mondial, avec 3.5 millions de tonnes. L'Amérique latine produit la moitié du café mondial.

La situation de l'économie des pays d'Amérique latine est très variable d'un pays à l'autre, tant au niveau du PIB, des partenaires commerciaux, de l'inflation, de la pauvreté/richesse, des produits exportés, etc.
Les quatre plus grandes économies quant au PIB sont le Brésil, le Mexique, l'Argentine et la Colombie. 
Les pays latino-américains suivent entre les années 1960 et 1980 une politique d'industrialisation par substitution aux importations. À partir des années 1980, la politique monétaire de l’administration Reagan à Washington se traduit par une forte hausse des taux d’intérêts des États-Unis et le dollar est réévalué de 50 %. Cette politique génère notamment une explosion de la dette des pays d'Amérique latine, ceux-ci utilisant généralement le dollar pour rembourser les sommes dues. Ces pays s'orientent alors vers le « consensus de Washington » prôné par la Banque mondiale, le FMI et le Trésor américain, mais cette nouvelle politique économique échoue largement en Amérique latine. L'accès aux marchés financiers se fait au prix de fortes poussées d’inflation, de chutes des salaires réels et d’une aggravation de la pauvreté et des inégalités. La croissance économique ralentit à 1,5% par an en moyenne pendant les années 1980.
L’Amérique latine a enregistré des progrès considérables au cours des dernières années. Ce continent, très riche en ressources naturelles renouvelables et non renouvelables, a connu une croissance vigoureuse pendant les années 2000. De nombreux pays de la région ont en outre tenté de conjuguer le dynamisme économique avec une plus grande équité à travers de nouvelles politiques sociales. Les pays d’Amérique latine n’ont pas échappé aux effets de la crise économique globale, mais ils y font face avec plus de succès que lors de crises précédentes, grâce à l’amélioration de la gestion macroéconomique et à la réduction de la vulnérabilité financière.
Cependant, des défis importants demeurent pour la région. Dans un environnement international instable, elle devra surmonter des obstacles tels que la faible productivité, le niveau relativement bas de l’épargne et de l’investissement domestiques, les fortes inégalités spatiales et sociales ou l’insuffisance des efforts sur le plan de la recherche et de l’innovation, pour s’installer dans un sentier de croissance et développement durable. Le système fiscal reste particulièrement archaïque, les pauvres étant souvent taxés au même taux que les riches. Même les gouvernements de gauche au pouvoir dans la plupart des pays entre 2000 et 2014 n'ont engagé que des réformes très modérées en matière fiscale.
L'OCDE souligne en 2020 qu'en Amérique latine, « la classe moyenne est vulnérable parce qu'elle a des emplois de mauvaise qualité, généralement informels, et une protection sociale insuffisante, un faible revenu souvent instable, ce qui l'expose au risque de tomber dans la pauvreté ».

### Agriculture
L'un des principaux enjeux de l'agriculture latino-américaine est de garantir la sécurité alimentaire, cette dernière n'étant pas assurée dans tous les pays. Les espaces les plus en proie aux difficultés alimentaires sont ceux densément peuplés, comme les villes. Les populations qui en souffrent le plus sont les populations marginalisées et défavorisées. En effet, la marginalité est caractérisée par l'absence de structures d'approvisionnement. Aussi, les populations défavorisées sont caractérisées par la précarité, qui se traduit par des difficultés à trouver les fonds financiers nécessaires pour s'alimenter correctement. Certains acteurs socio-économiques comme les agriculteurs cherchent à améliorer la sécurité alimentaires des populations les plus démunies, en proposant des stratégies alimentaires originales reposant sur les productions locales. Néanmoins, ces mesures demeurent souvent insuffisantes.
Les pays d'Amérique latine n'ont pour la plupart jamais mené à bien de réforme agraire, notamment en raison de la faiblesse des appareils étatiques, incapables d’imposer des réformes aux élites traditionnelles. Au cours du XXe siècle, les tentatives sont rares, et seuls le Mexique sous la présidence de Lázaro Cárdenas (1934-1940), le Chili à partir de 1962, et le Pérou de Juan Velasco, (1968-1975) conduisent réellement des réformes. En Colombie, les deux présidents qui s’y essaieront (Alfonso López Pumarejo, 1934-1938, et Carlos Lleras Restrepo, 1966-1970) verront leurs projets étouffés par la coalition de circonstance des deux grands partis, libéral et conservateur. Les États-Unis ont également orchestré des coups d’État contre Jacobo Arbenz au Guatemala en 1954 et Juan Bosch en République dominicaine en 1965, notamment pour faire échouer leurs projets de réforme.
L'agriculture en Amérique latine est caractérisée par son caractère dual, reposant sur deux types d'agricultures : l'agriculture familiale, associant famille et unité de production, et l'agrobusiness, une agriculture productiviste rattachée au secteur agroalimentaire et tournée vers les exportations. L'agriculture familiale, encouragée par les institutions internationales en raison des vertus qu'elle présente sur les plans environnemental et social (sécurité alimentaire et préservation de l'environnement) se trouve en difficulté avec la mondialisation des échanges, la demande qui s'accentue et le développement de l'agrobusiness qui domine la production. Ainsi, l'agriculture familiale recule dans de nombreux pays. Au Costa Rica, son recul a des impacts sociaux, économiques et environnementaux forts, accentués par l'essor de l'agrobusiness. L'agriculture tournée vers les exportations est dominatrice au Brésil, contribuant à un tiers du produit intérieur brut environ.
Les quatre pays avec la plus forte agriculture d'Amérique du Sud sont Brésil, Argentine, Chili et Colombie.
Actuellement :
- le Brésil est le premier producteur mondial de canne à sucre, soja, café,  orange, guarana, açaí et noix du Brésil ; est l'un des cinq plus grands producteurs de maïs, papaye, tabac, ananas, banane, coton, haricot, noix de coco, pastèque et citron ; et est l'un des 10 plus grands producteurs au monde de cacao, noix de cajou, avocat, kaki, mangue, goyave , riz, sorgho et tomate ;
- l'Argentine est l'un des cinq plus grands producteurs au monde de soja, maïs, graines de tournesol, citron et poire, l'un des 10 plus grands producteurs au monde de orge, raisin, artichaut, tabac et coton, et l'un des 15 plus grands producteurs au monde de blé, canne à sucre, sorgho et pamplemousse ;
- le Chili est l'un des 5 plus grands producteurs mondiaux de cerise et canneberge, et l'un des 10 plus grands producteurs mondiaux de raisin, pomme, kiwi, pêche, prune et noisette, en se concentrant sur l'exportation de fruits de grande valeur ;
- la Colombie est l'un des cinq plus grands producteurs au monde de café, avocat et huile de palme, et l'un des 10 plus grands producteurs au monde de canne à sucre, banane, ananas et cacao ;
- le Pérou est l'un des 5 plus grands producteurs de avocat, myrtille, artichaut et asperge, l'un des 10 plus grands producteurs au monde de café et cacao, l'un des 15 plus grands producteurs au monde de pomme de terre et ananas, et a également une production considérable de raisin, canne à sucre, riz, banane, maïs et manioc ; son agriculture est considérablement diversifiée ;
- l'agriculture du Paraguay se développe actuellement, étant actuellement le 6e producteur mondial de soja et entrant dans la liste des 20 plus grands producteurs de maïs et canne à sucre[35].

En Amérique centrale, les éléments suivants se démarquent :
- le Guatemala, l'un des 10 plus grands producteurs au monde de café, canne à sucre, melon et caoutchouc naturel, et l'un des 15 plus grands producteurs mondiaux de banane et huile de palme ;
- le Honduras, qui est l'un des 5 plus grands producteurs de café au monde, et l'un des 10 plus grands producteurs mondiaux d'huile de palme ;
- le Costa Rica, qui est le premier producteur mondial d'ananas ;
- la République dominicaine, qui est l'un des cinq principaux producteurs mondiaux de papaye et d'avocat, et l'un des dix plus grands producteurs mondiaux de cacao[36]..

Mexique est le plus grand producteur mondial de avocat, l'un des 5 premiers producteurs mondiaux de piment, citron, orange, mangue, papaye, citrouille et asperge, et l'un des 10 plus grands producteurs mondiaux de canne à sucre, maïs, sorgho, haricot, tomate, noix de coco, ananas, melon et myrtille.

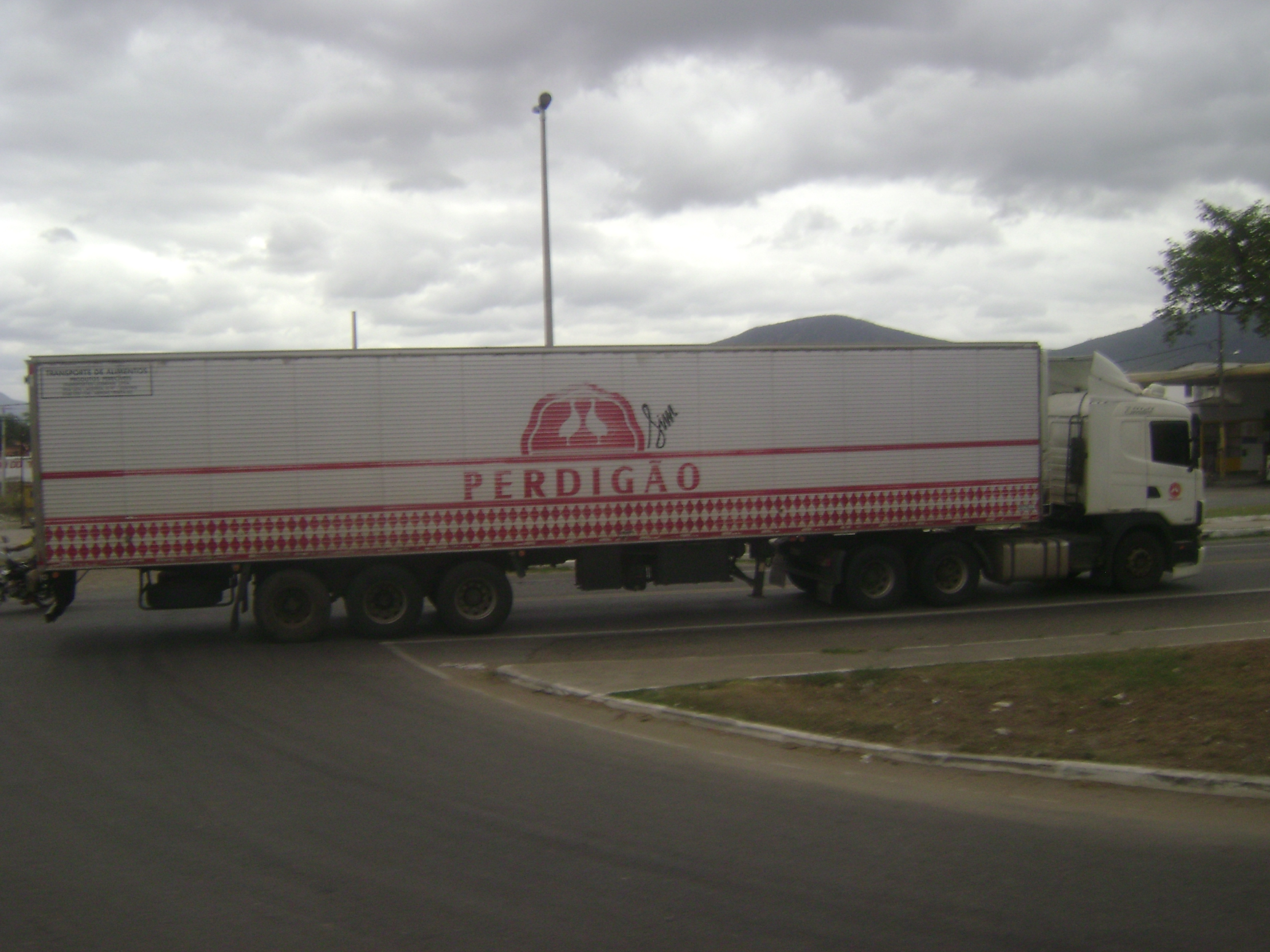
Camion d'une entreprise de viande au Brésil. L'Amérique latine produit 25% de la viande de bœuf et de poulet dans le monde.

Le Brésil est le premier exportateur mondial de viande de poulet : 3,77 millions de tonnes en 2019,. Le pays est le détenteur du deuxième plus grand troupeau de bovins du monde, 22,2% du cheptel mondial. Le pays était le deuxième producteur de viande bovine en 2019, responsable de 15,4% de la production mondiale. C'était aussi le 3e producteur mondial de lait en 2018. Cette année, le pays a produit 35,1 milliards de litres. En 2019, le Brésil était le 4e producteur de porc au monde, avec près de 4 millions de tonnes.
En 2018, l'Argentine était le 4e producteur mondial de bœuf, avec une production de 3 millions de tonnes (derrière seulement les États-Unis, le Brésil et la Chine). Uruguay est également un important producteur de viande. En 2018, elle a produit 589 mille tonnes de viande bovine.
Dans la production de viande de poulet, le Mexique fait partie des 10 plus grands producteurs au monde, l'Argentine, parmi les 15 plus grands, et le Pérou et la Colombie parmi les 20 plus grands. Dans la production de bœuf, le Mexique est l'un des 10 plus gros producteurs au monde et la Colombie est l'un des 20 plus grands. Dans la production de porc, le Mexique fait partie des 15 plus grands producteurs au monde. Dans la production de miel, l'Argentine est parmi les 5 plus grands producteurs au monde, le Mexique parmi les 10 plus grands et le Brésil parmi les 15 plus grands. Pour ce qui est de la production de lait de vache, le Mexique fait partie des 15 plus grands producteurs au monde et l'Argentine parmi les 20 plus grands.

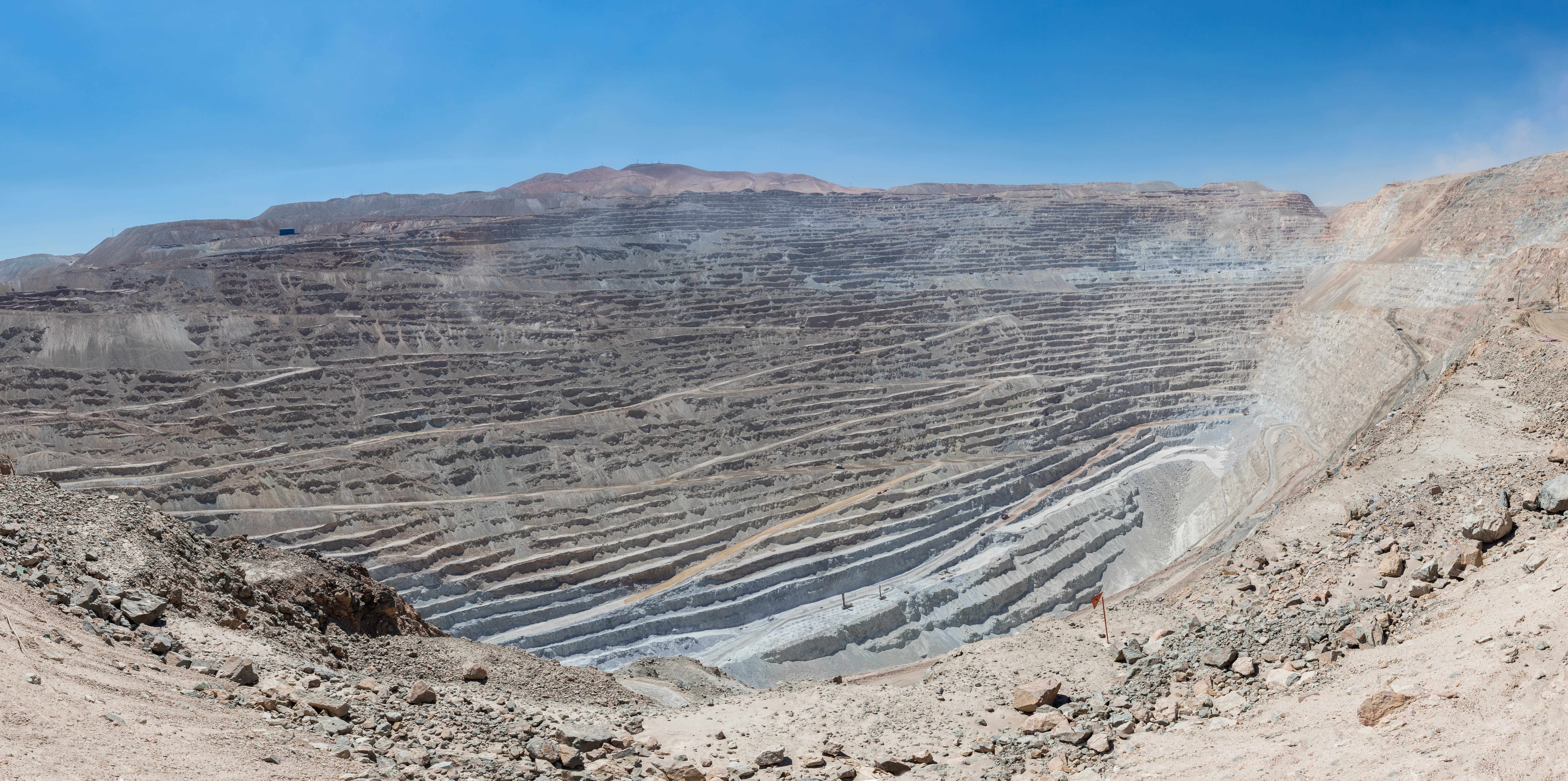
Mine de cuivre au Chili. L'Amérique latine produit plus de la moitié du cuivre mondial.

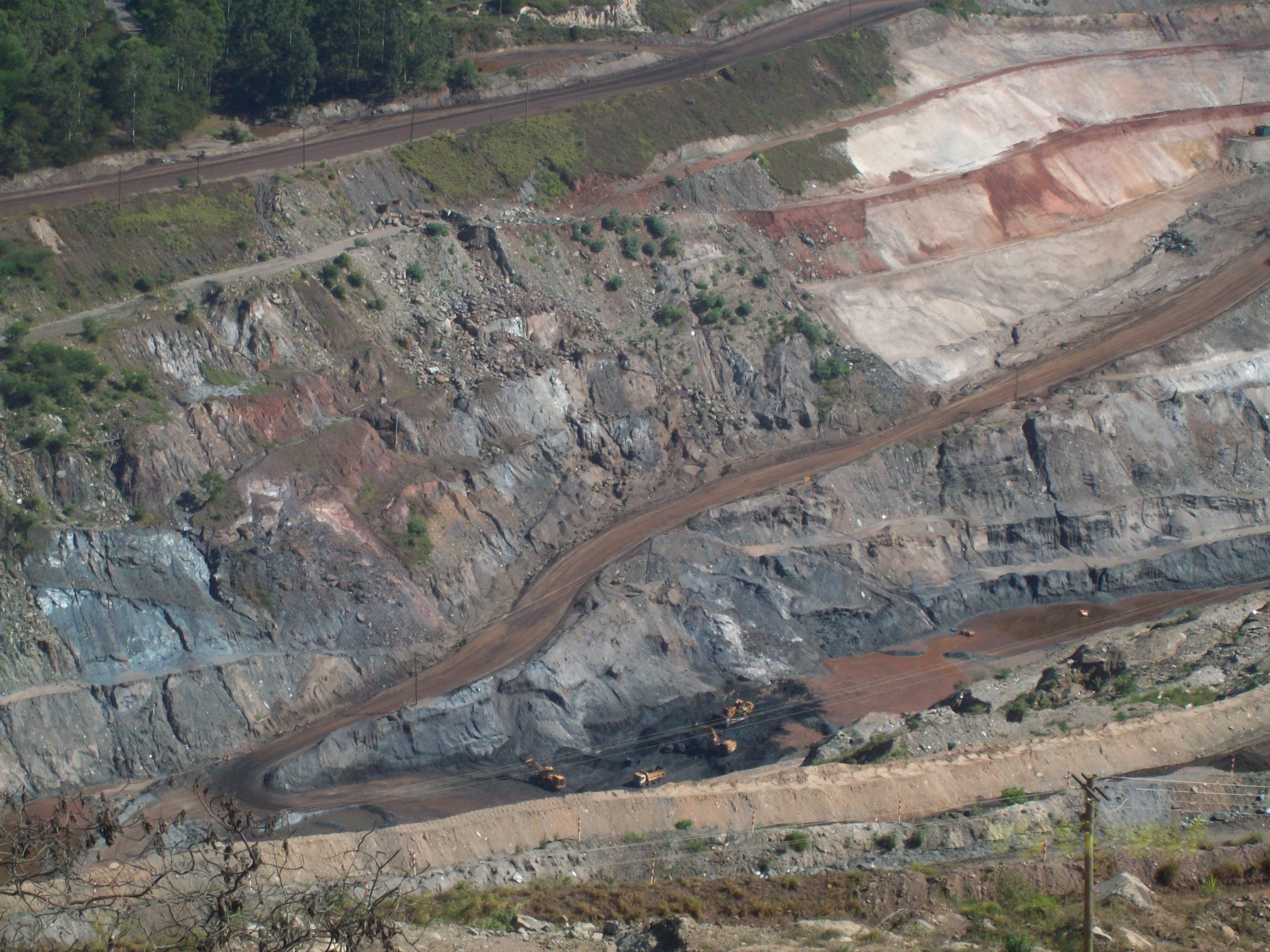
Mine de fer à Minas Gerais.

Le Chili contribue à environ un tiers de la production mondiale de cuivre. En 2018, le Pérou était le deuxième producteur mondial de argent et cuivre et le sixième producteur de or (les 3 métaux qui génèrent le plus de valeur), en plus d'être le 3e producteur au monde de zinc et étain et 4e de plomb. Le Brésil est le deuxième exportateur mondial de minerai de fer, possède 98% des réserves connues de niobium dans le monde et est l'un des 5 plus grands producteurs mondiaux de bauxite, manganèse et étain. Bolivie est le cinquième producteur de étain, le septième producteur argent et le huitième producteur de zinc au monde,.
Le Mexique est le plus grand producteur d'argent au monde, représentant près de 23% de la production mondiale, produisant plus de 200 millions d'onces en 2019. Il possède également d'importantes mines de cuivre et de zinc et produit une quantité importante d'or.
Dans la production de pétrole, le Brésil était le 10e producteur mondial de pétrole en 2019, avec 2,8 millions de barils / jour. Le Mexique était le 12e avec 2,1 millions de barils / jour, le Venezuela était le 21e avec 877 mille barils / jour, la Colombie au 22e avec 886 mille barils / jour, l'Équateur au 28e avec 531 mille barils / jour et l'Argentine 29e avec 507 mille barils / jour. Comme le Venezuela et l'Équateur consomment peu de pétrole et exportent l'essentiel de leur production, ils font partie de l'OPEP. Le Venezuela a connu une forte baisse de sa production après 2015 (où il a produit 2,5 millions de barils / jour), tombant en 2016 à 2,2 millions, en 2017 à 2 millions, en 2018 à 1,4 million et en 2019 à 877 mille, en raison du manque d'investissements.
Dans la production de gaz naturel, en 2018, l'Argentine a produit 1524 bcf (milliards de pieds cubes), le Mexique en a produit 999, le Venezuela 946, le Brésil 877, la Bolivie 617, le Pérou 451, la Colombie 379.

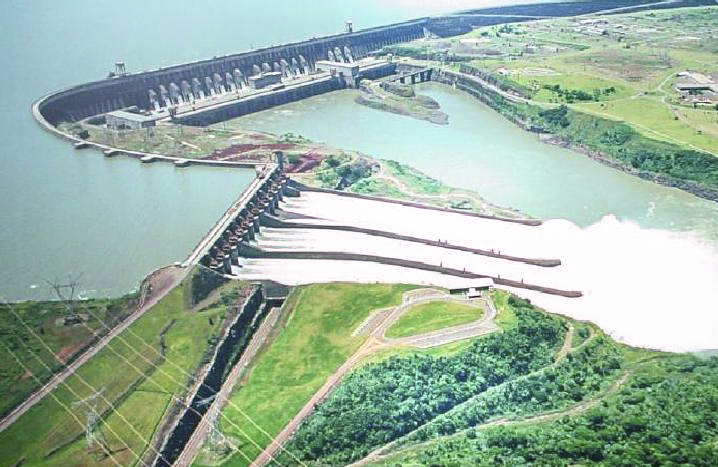
Barrage d'Itaipu à Paraná.

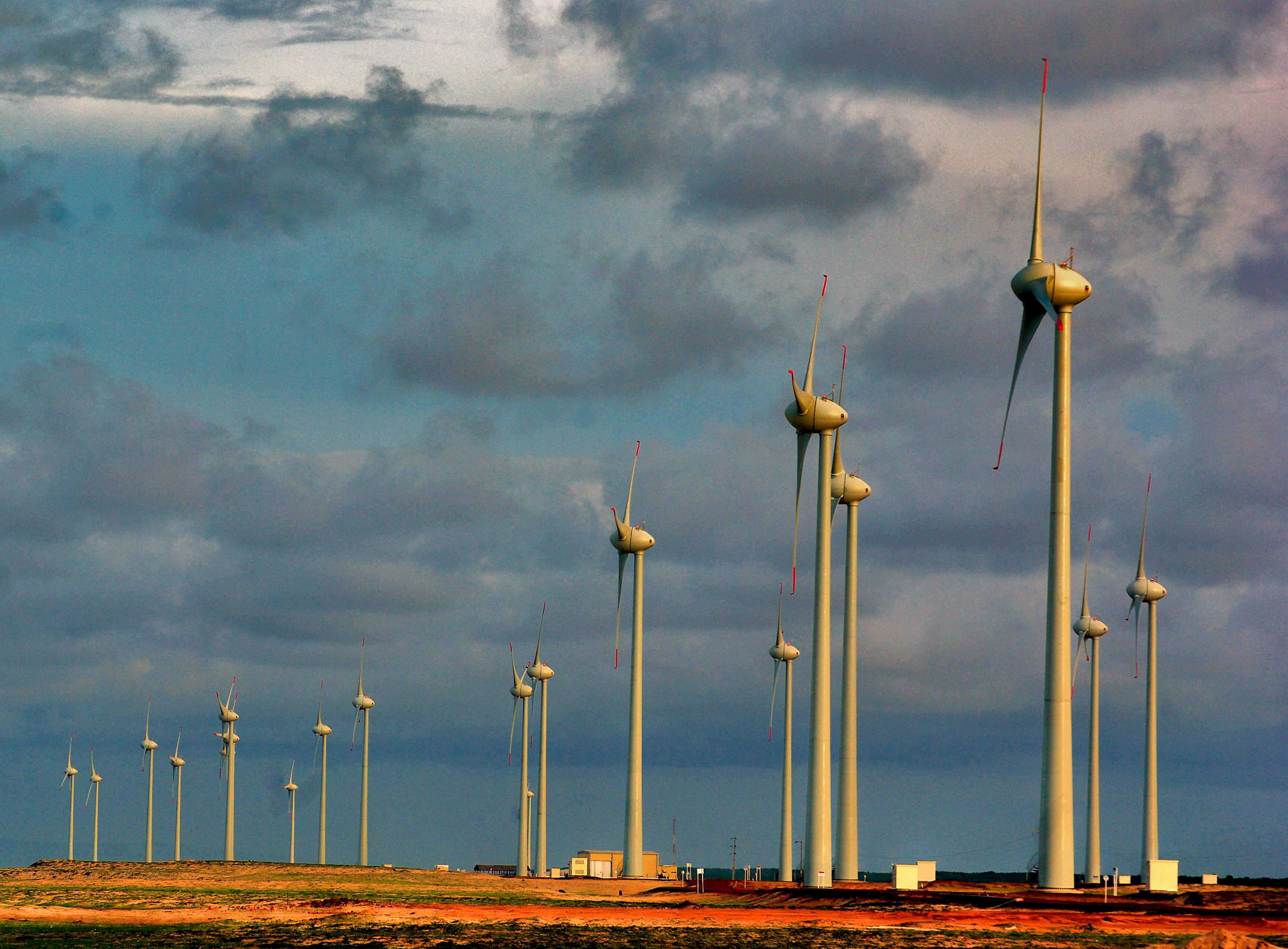
Énergie éolienne à Parnaíba.

Le Brésil est le pays avec l'énergie la plus propre au monde. La majorité de son énergie électrique provient de sources renouvelables (principalement l'énergie hydroélectrique et la biomasse), et le pays a un énorme potentiel pour l'énergie éolienne (qui fournit déjà 10% de l'énergie du pays, plus le potentiel de supplanter facilement l'énergie hydroélectrique ) et l'énergie solaire (qui n'est pas encore pleinement développée dans le monde, mais le pays a le meilleur taux d'irradiation solaire au monde, ayant le potentiel d'être l'une des principales sources d'énergie). Le Brésil est l'un des principaux producteurs mondiaux d'énergie hydroélectrique. En 2019, le Brésil comptait 217 centrales hydroélectriques en exploitation, d'une capacité installée de 98 581 MW, soit 60,16% de la production d'énergie du pays. Dans la production totale d'électricité, en 2019, le Brésil a atteint 170 000 mégawatts de capacité installée, plus de 75% à partir de sources renouvelables (la majorité, hydroélectrique),,. Le potentiel éolien du Brésil est évalué, en 2019, à 500 GW (ceci, uniquement à terre), suffisamment d'énergie pour répondre à trois fois la demande actuelle du pays ; il est surtout localisé dans le nord-est et le sud,,. En février 2021, selon l'ONS, la capacité totale installée était de 19,1 GW, avec un facteur de capacité moyen de 58%. Alors que le facteur de capacité de production éolienne moyenne mondiale est de 24,7%, il existe des zones dans le nord du Brésil, en particulier dans l'État de Bahia, où certains parcs éoliens enregistrent des facteurs de capacité moyens supérieurs à 60% ; le facteur de capacité moyen dans la région du Nord-Est est de 45% sur la côte et de 49% à l'intérieur. En 2019, l'énergie éolienne représentait 9% de l'énergie produite dans le pays. En 2020, le Brésil était le 8e pays au monde quant à la puissance éolienne installée (17,2 GW). En mai 2021, selon l'ONS, la capacité totale installée du solaire photovoltaïque était de 9,4 GW, avec un facteur de capacité moyen de 23%. Certains des États brésiliens les plus irradiés sont Minas Gerais, Bahia et Goiás, qui ont en effet des records mondiaux d'irradiation. En 2019, l'énergie solaire représentait 1,27% de l'énergie produite dans le pays,,. En 2020, le Brésil était le 14e pays au monde quant à la puissance solaire installée (7,8 GW). En 2020, le Brésil était le 2e pays au monde en matière de production d'énergie grâce à la biomasse (production d'énergie à partir de biocarburants solides et de déchets renouvelables), avec 15,2 GW installés.

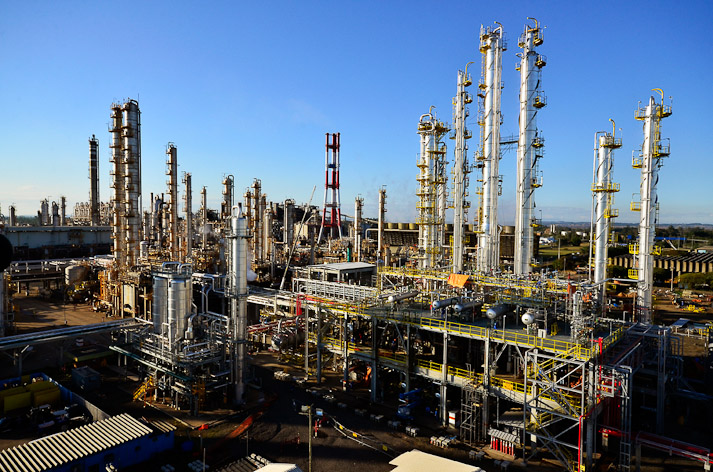
Braskem, la plus grande industrie chimique brésilienne

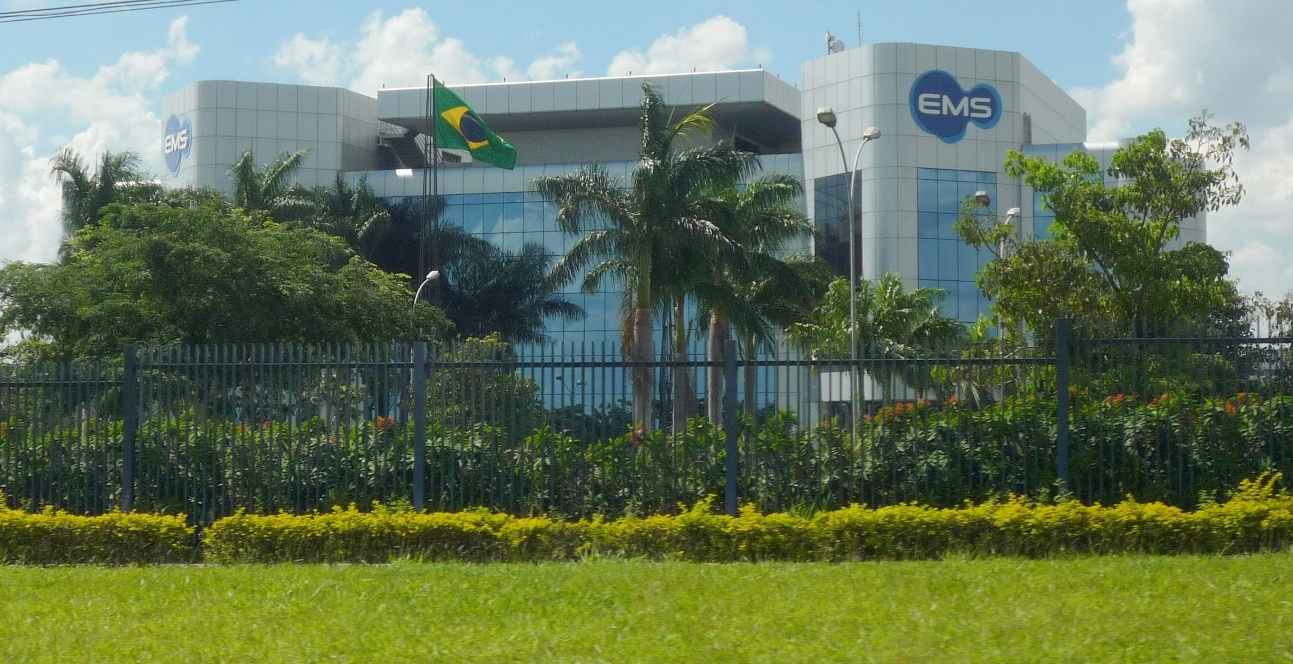
EMS, la plus grande industrie pharmaceutique brésilienne

À propos de industrie, 80% de la fabrication de la région d'Amérique latine incombe à l'Argentine, au Brésil et au Mexique. La Banque mondiale répertorie chaque année les principaux pays manufacturiers par valeur totale de fabrication. Selon la liste de 2019, le Brésil possède la treizième industrie la plus précieuse au monde (173,6 milliards de dollars), le Venezuela le trentième (58,2 milliards de dollars, cependant, qui dépendent du pétrole pour obtenir cette valeur), l'Argentine le 31 le plus grand (57,7 milliards de dollars), la Colombie le 46 plus grand (35,4 milliards de dollars), le Pérou le 50 (28,7 milliards de dollars) et le Chili le 51 le plus grand (28,3 milliards). Brésil possède le troisième plus grand secteur manufacturier des Amériques. Les industries du Brésil vont de l'automobile, de l'acier et de la pétrochimie aux ordinateurs, avions (Embraer), produits alimentaires, pharmaceutiques, chaussures, métallurgie et biens de consommation durables. Dans l'industrie alimentaire, en 2019, le Brésil était le deuxième exportateur d'aliments transformés au monde. En 2016, le pays était le 2e producteur de pâte au monde et le 8e producteur de papier. Dans l'industrie de la chaussure, en 2019, le Brésil se classait au 4e rang des producteurs mondiaux. En 2019, le pays était le 8e producteur de véhicules et le 9e producteur d'acier au monde. En 2018, l'industrie chimique brésilienne était la 8e au monde ; dans l'industrie textile, le Brésil, bien qu'il figurait parmi les 5 plus grands producteurs mondiaux en 2013, est très peu intégré dans le commerce mondial.

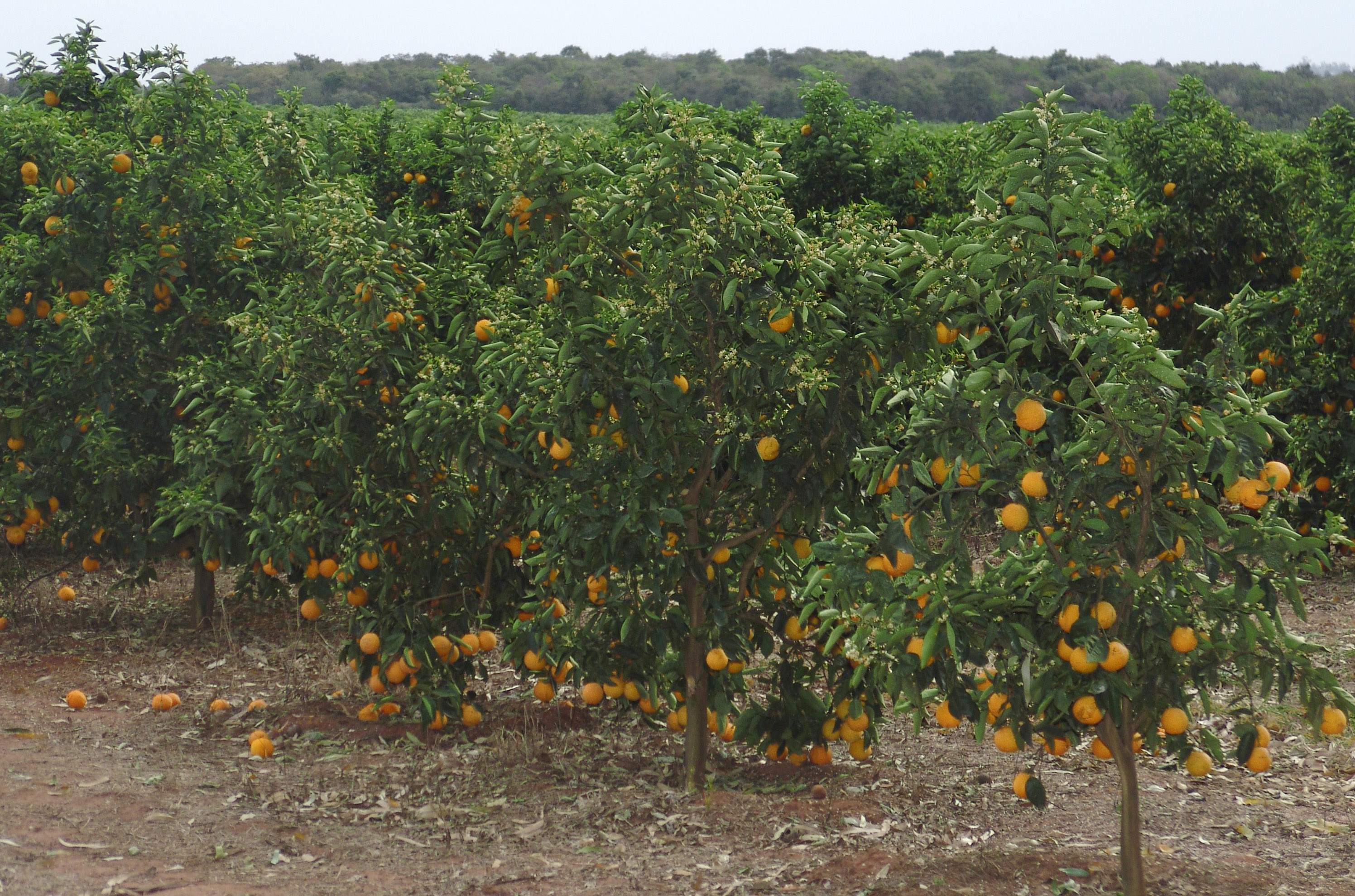
Orange à São Paulo. En 2018, le Brésil était le premier producteur mondial, avec 17 millions de tonnes. L'Amérique latine produit 30% de l'orange mondiale.

## Tourisme

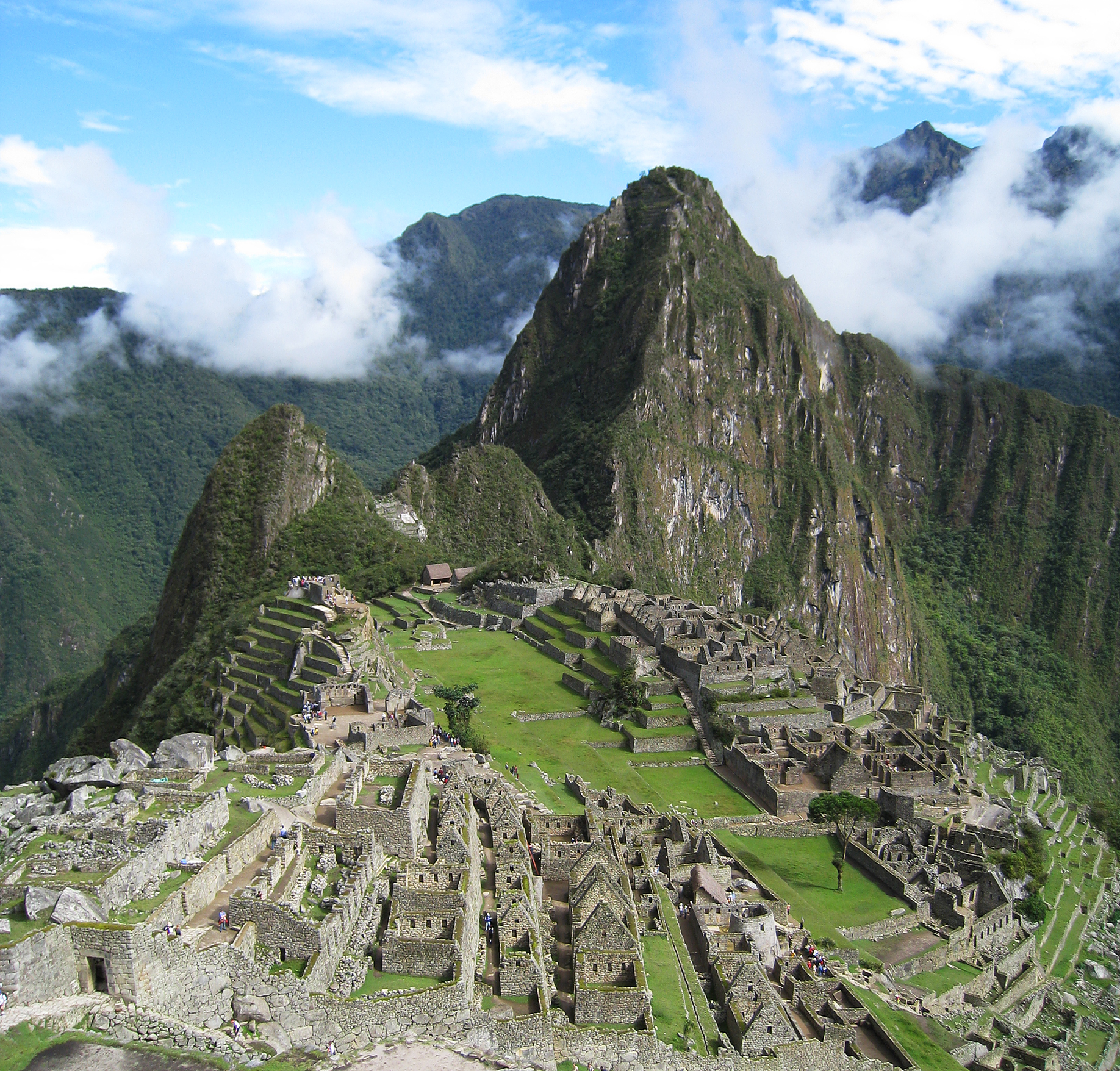
Machu Picchu, Pérou.

Dans la liste des destinations touristiques mondiales, en 2018, le Mexique était le septième pays le plus visité au monde, avec 41,4 millions de touristes internationaux (et un revenu de 22,5 milliards de dollars EU), dont une bonne partie par frontière avec les États-Unis. Argentine était le 47e pays le plus visité, avec 6,9 millions de touristes (et des revenus de 5,5 milliards de dollars EU); Brésil était le 48e pays le plus visité avec 6,6 millions de touristes (et des revenus de 5,9 milliards de dollars EU); République dominicaine à la 49e place avec 6,5 millions de touristes (et des revenus de 7,5 milliards de dollars EU); Chili à la 53e place avec 5,7 millions de touristes (et un revenu de 2,9 milliards de dollars EU); Pérou en 60e position avec 4,4 millions de touristes (et un revenu de 3,9 milliards de dollars EU); Colombie 65e avec 3,8 millions de touristes (et des revenus de 5,5 milliards de dollars EU); Uruguay 69e avec 3,4 millions de touristes (et un revenu de 2,3 milliards de dollars EU); Costa Rica 74e avec 3 millions de touristes (et des revenus de 3,9 milliards de dollars). Notez que le nombre de touristes ne reflète pas toujours le montant monétaire que le pays tire du tourisme. Certains pays pratiquent un tourisme de niveau supérieur, obtenant plus d'avantages.

## Infrastructure

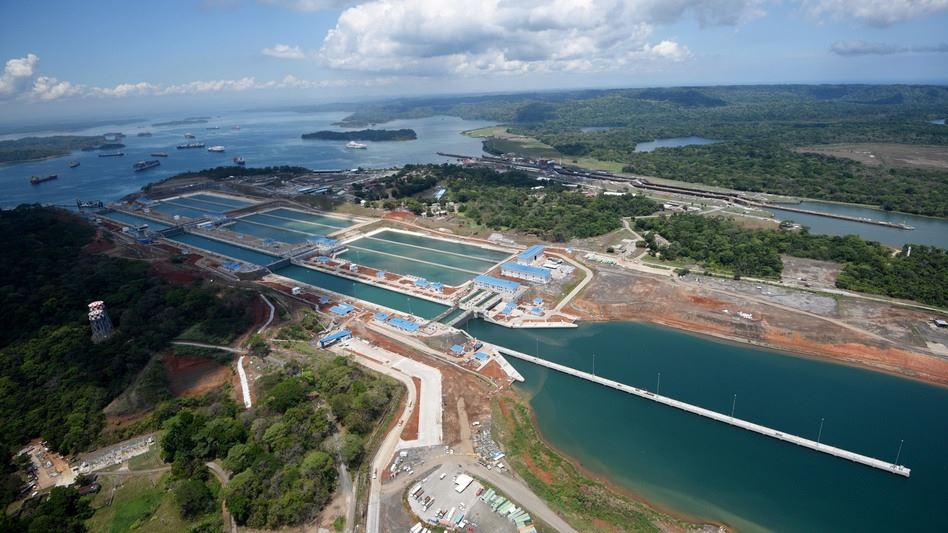
Projet d'expansion du canal de Panama; Nouvelles écluses `` Agua Clara (côté Atlantique)

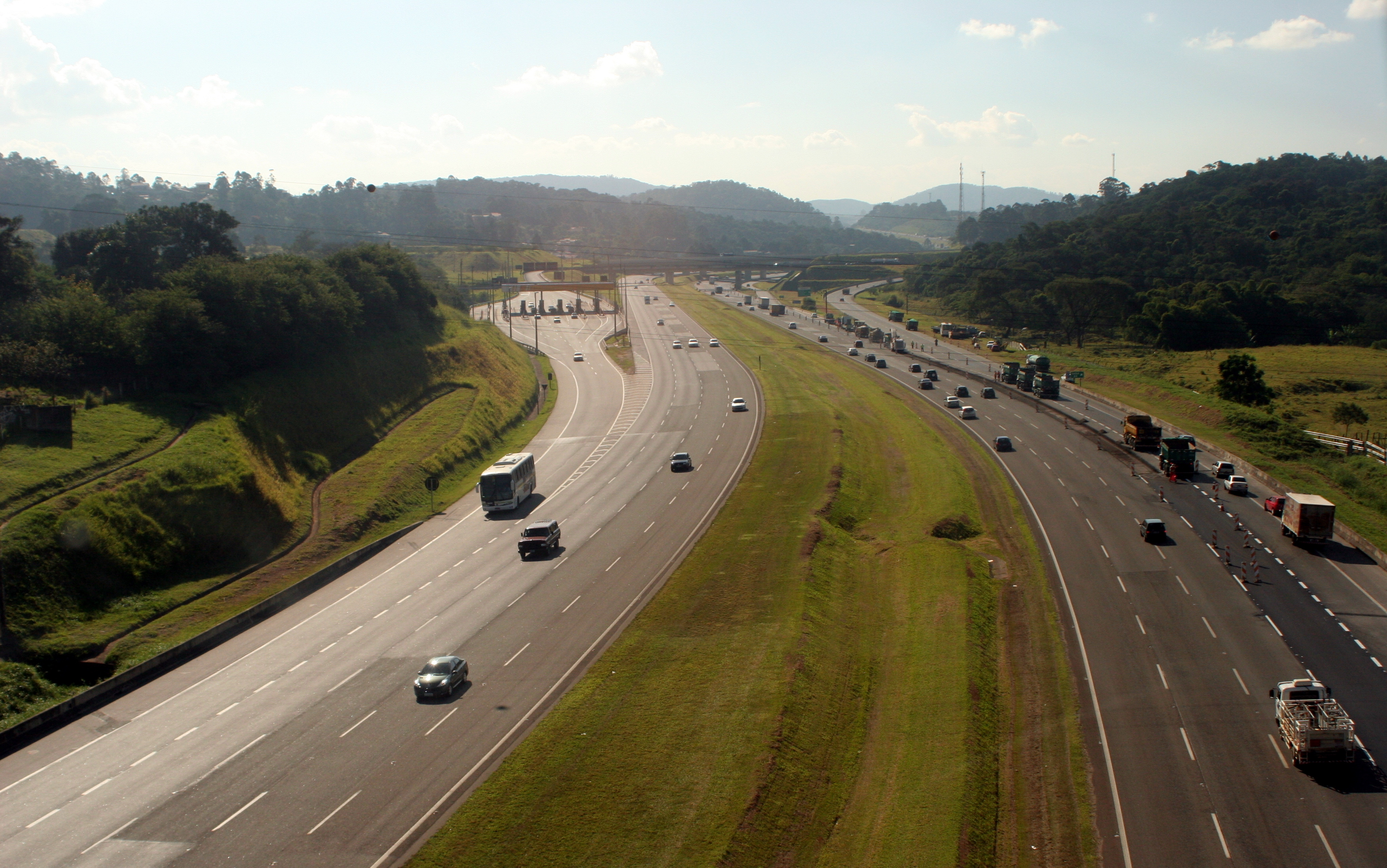
Rodovia dos Bandeirantes, Brésil

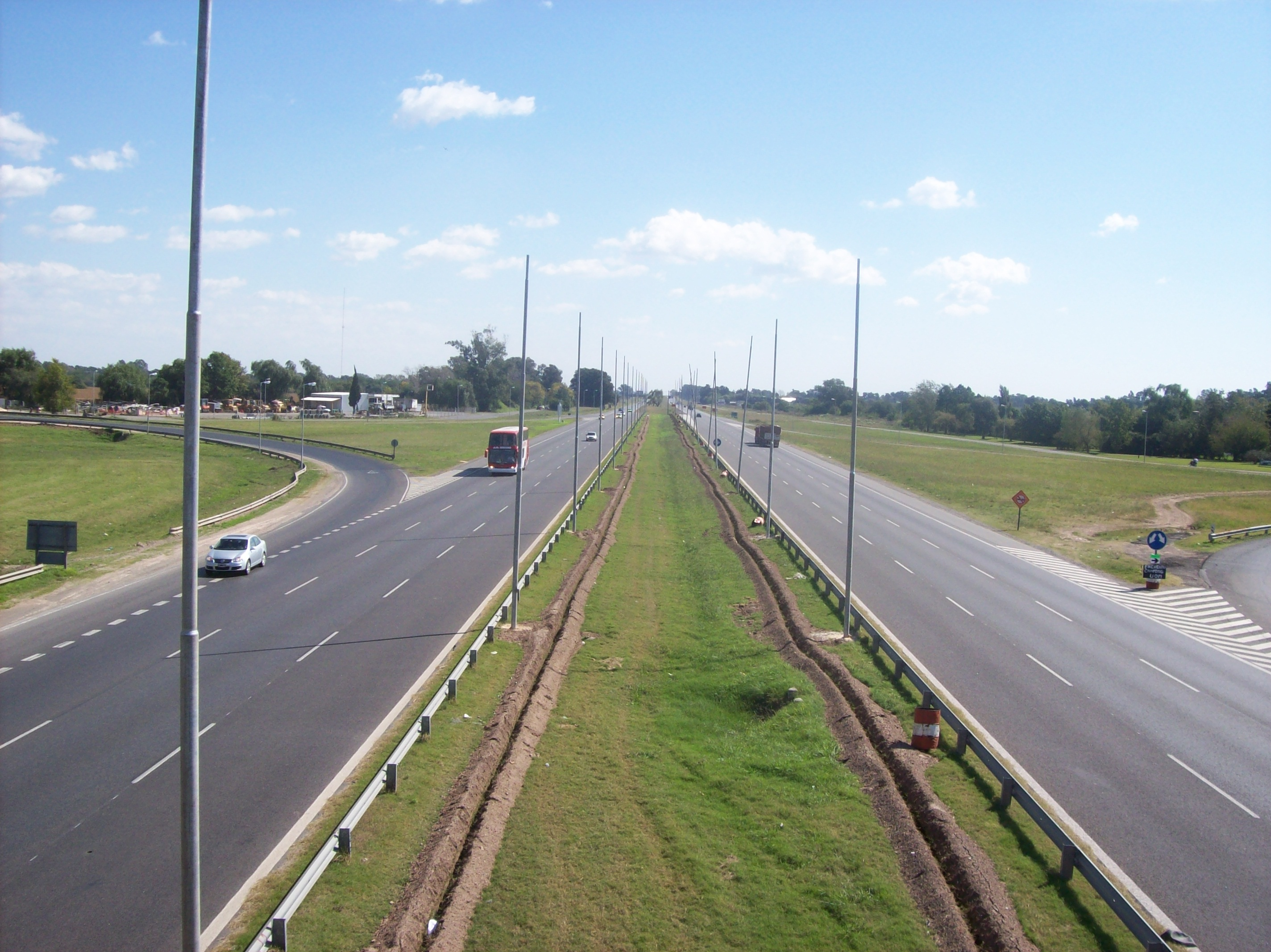
Ruta 9 / 14, à Zarate, Argentine

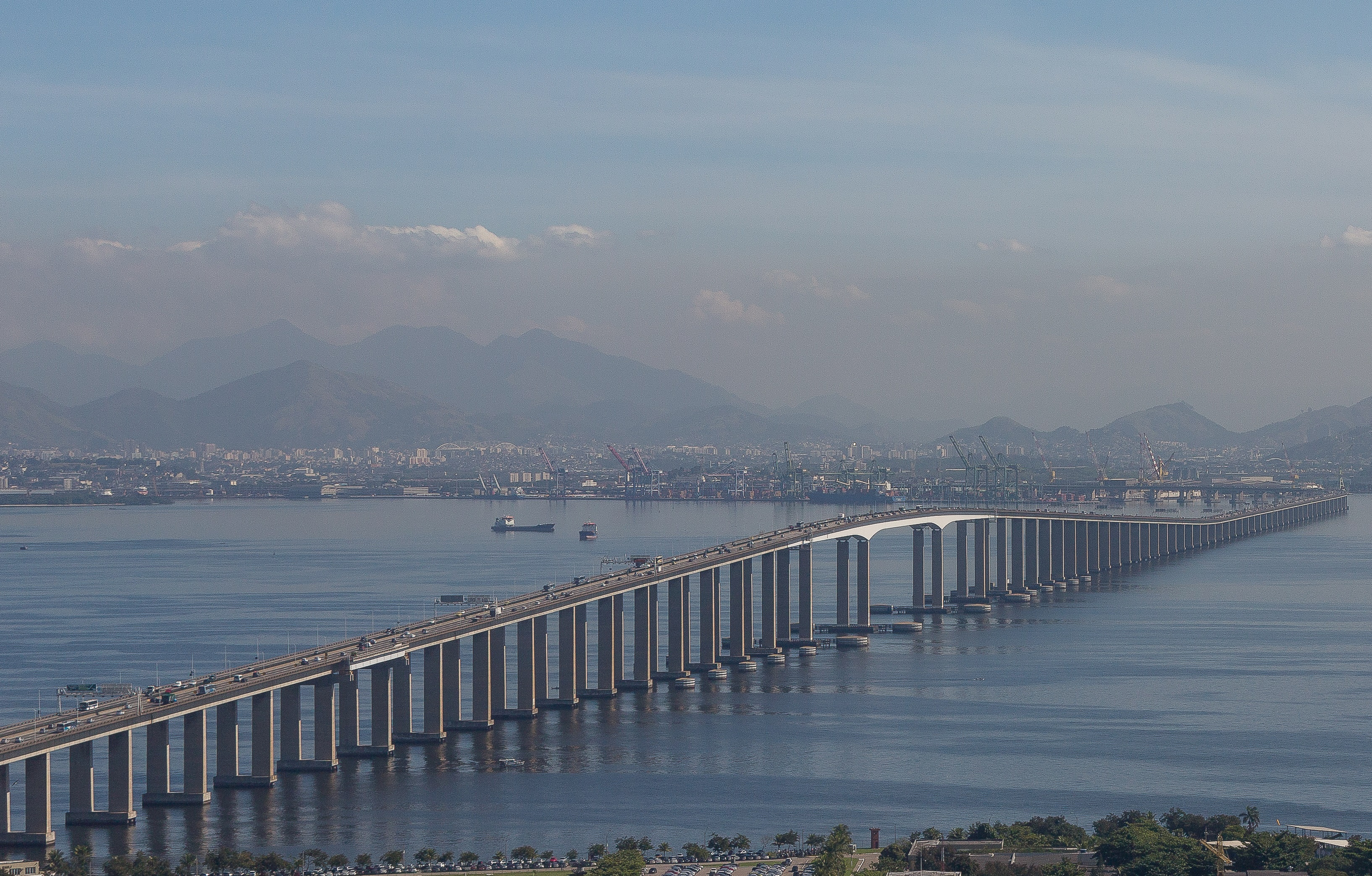
Pont Rio-Niterói

Le transport en Amérique du Sud se fait essentiellement en utilisant le mode routier. C'est le mode de transport le plus développé de la région. Il existe également un nombre considérable d'infrastructure tels que les ports et aéroports. Le secteur ferroviaire et fluvial, bien qu'il ait du potentiel, est généralement traité de manière secondaire.

### Routes
Le Brésil compte plus de 1,7 million de km de routes. Parmi celles-ci, 215 000 km sont revêtus et environ 14 000 km sont des routes à voies rapides. Les deux autoroutes les plus importantes du pays sont BR-101 et BR-116. L'Argentine compte plus de 600 000 km de routes, dont environ 70 000 km sont revêtus et environ 2 500 km sont des voies rapides. Les trois autoroutes les plus importantes du pays sont Route 9, Route 7 et  Route 14 . La Colombie compte environ 210 000 km de routes et environ 2 300 km sont des voies rapides. Le Chili compte environ 82 000 km de routes, dont 20 000 km revêtus, et environ 2 000 km sont des voies rapides. L'autoroute la plus importante du pays est la Chili Route 5 (Route panaméricaine). Ces 4 pays sont ceux qui ont la meilleure infrastructure routière et le plus grand nombre d'autoroutes à double voie. Le réseau routier mexicain s'étend sur 366 095 km, dont 116 802 km sont revêtus. Parmi celles-ci, 10 474 km sont des autoroutes à plusieurs voies : 9 544 km sont des autoroutes à quatre voies et le reste compte 6 voies ou plus,.
En raison des Cordillère des Andes, Rivière Amazone et Forêt amazonienne, il y a toujours eu des difficultés à mettre en place des autoroutes transcontinentales ou biocéaniques. Pratiquement, la seule route qui existait était celle qui reliait le Brésil à Buenos Aires, en Argentine et plus tard à Santiago, au Chili. Cependant, ces dernières années, grâce à l'effort combiné des pays, de nouvelles routes ont commencé à émerger, comme le Brésil-Pérou (Pacific Highway) et une nouvelle autoroute entre le Brésil, le Paraguay, le nord de l'Argentine et le nord du Chili (Corridor biocéanique).

### Aéroports

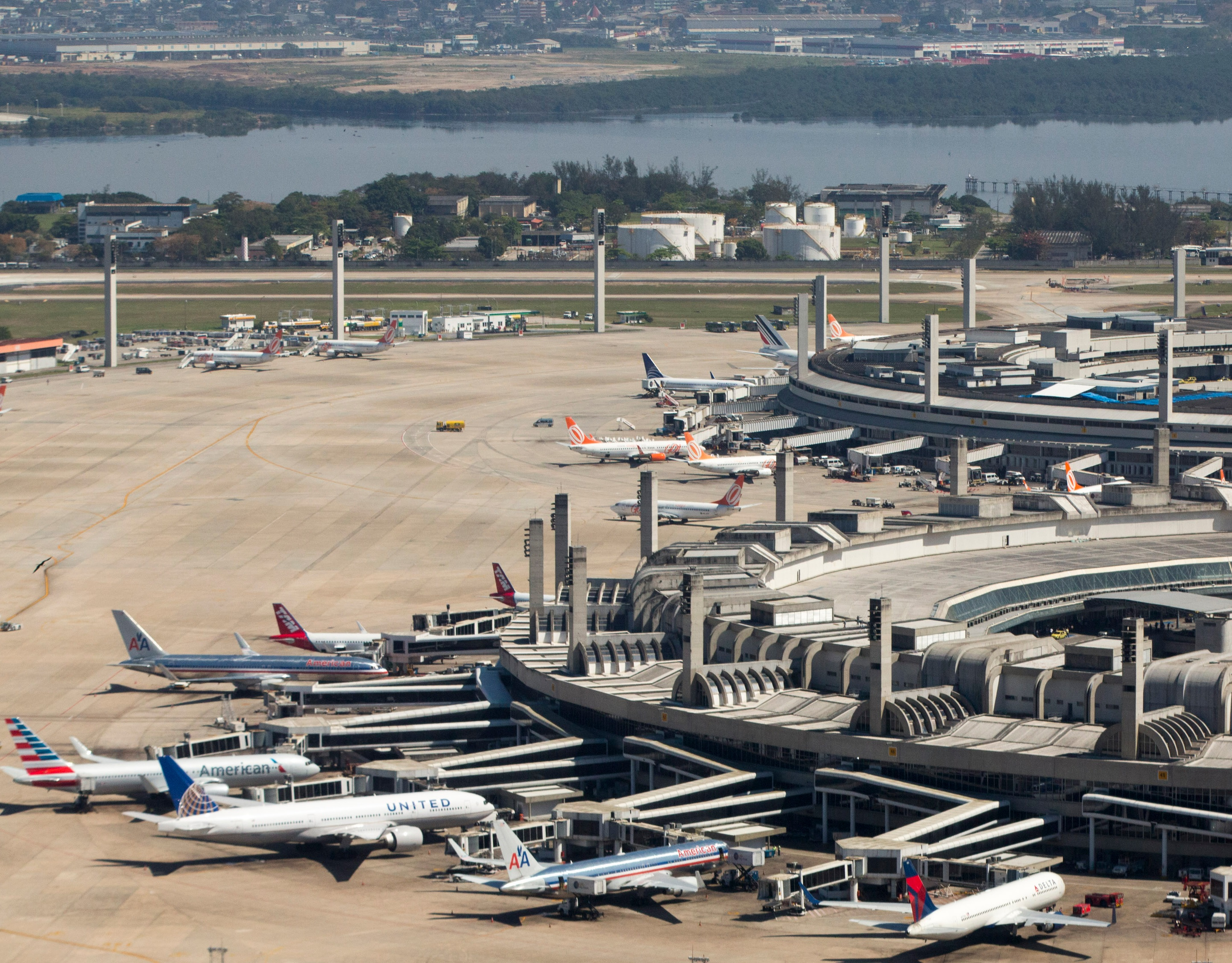
Aéroport international de Rio de Janeiro

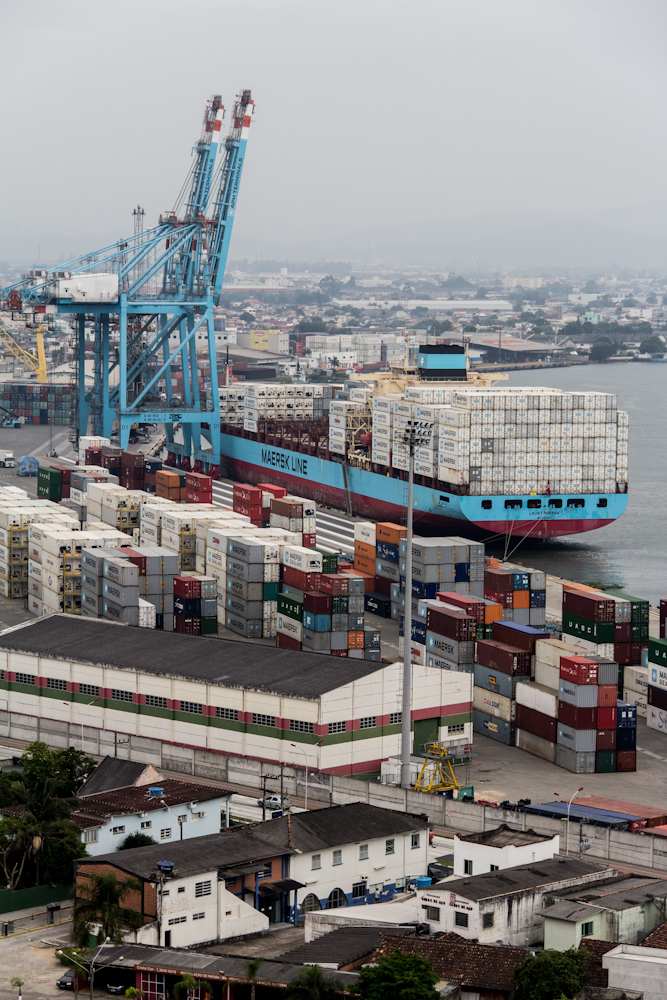
Port d'Itajaí, Santa Catarina, Brésil

Il y a plus de 2 000 aéroports au Brésil. Le pays possède le deuxième plus grand nombre d'aéroports au monde, derrière les États-Unis seulement. Aéroport international de São Paulo, situé dans la région métropolitaine de São Paulo, est le plus grand et le plus fréquenté du pays - l'aéroport relie São Paulo à pratiquement toutes les grandes villes du monde. Le Brésil compte 44 aéroports internationaux, tels que ceux de Rio de Janeiro, Brasília, Belo Horizonte, Porto Alegre, Florianópolis, Cuiabá, Salvador, Recife, Fortaleza, Belém et Manaus, entre autres. L'Argentine possède d'importants aéroports internationaux tels que Buenos Aires, Córdoba, Bariloche, Mendoza, Salta, Puerto Iguazú, Neuquén et  Usuhaia, entre autres. Le Chili possède d'importants aéroports internationaux tels que Santiago, Antofagasta, Puerto Montt, Punta Arenas et  Iquique, entre autres. La Colombie possède d'importants aéroports internationaux tels que Bogotá, Medellín,  Carthagène, Cali et Barranquilla, entre autres. Le Pérou possède d'importants aéroports internationaux tels que Lima, Cuzco et  Arequipa. Les autres aéroports importants sont ceux des capitales de l'Uruguay (Montevideo), du Paraguay (Asunción), Bolivie (La Paz) et Équateur (Quito). Les 10 aéroports les plus fréquentés d'Amérique du Sud en 2017 étaient: São Paulo-Guarulhos (Brésil), Bogotá (Colombie), São Paulo-Congonhas (Brésil), Santiago (Chili), Lima (Pérou), Brasilia (Brésil), Rio de Janeiro. (Brésil), Buenos Aires-Aeroparque (Argentine), Buenos Aires-Ezeiza (Argentine) et Minas Gerais (Brésil).
Il y a 1 834 aéroports au Mexique, le troisième plus grand nombre d'aéroports par pays dans le monde. Les sept plus grands aéroports - qui absorbent 90% des voyages aériens - sont (par ordre de trafic aérien):  Mexico,  Cancún,  Guadalajara,  Monterrey,  Tijuana,  Acapulco, et  Puerto Vallarta. Compte tenu de toute l'Amérique latine, les 10 aéroports les plus fréquentés en 2017 étaient: Mexico (Mexique), São Paulo-Guarulhos (Brésil), Bogotá (Colombie), Cancun (Mexique), São Paulo-Congonhas (Brésil), Santiago (Chili), Lima (Pérou), Brasilia (Brésil), Rio de Janeiro (Brésil) et Tocumen (Panama).

### Ports
À propos de ports, le Brésil possède certains des ports les plus fréquentés d'Amérique du Sud, tels que Port de Santos, Port de Rio de Janeiro, Port de Paranaguá, Port d'Itajaí, Port de Rio Grande, Port de São Francisco do Sul et Port de Suape. L'Argentine a des ports tels que Port de Buenos Aires et Port de Rosario. Le Chili possède d'importants ports à Valparaíso,  Caldera, Mejillones, Antofagasta, Iquique, Arica et Puerto Montt. La Colombie possède des ports importants tels que  Buenaventura, Cartagena Container Terminal et  Puerto Bolivar. Le Pérou possède des ports importants à Callao,  Ilo et Matarani. Les 15 ports les plus actifs d'Amérique du Sud sont : Port de Santos (Brésil), Port de Bahía de Cartagena (Colombie), Callao (Pérou), Guayaquil (Équateur), Buenos Aires (Argentine), San Antonio (Chili), Buenaventura (Colombie), Itajaí (Brésil), Valparaíso (Chili), Montevideo (Uruguay), Paranaguá (Brésil), Rio Grande (Brésil), São Francisco do Sul (Brésil), Manaus (Brésil) et Coronel (Chili).
Les quatre principaux ports maritimes concentrant environ 60% du trafic de marchandises au Mexique sont  Altamira et Veracruz dans le Golfe du Mexique et  Manzanillo et  Lázaro Cárdenas dans l'océan Pacifique. Compte tenu de toute l'Amérique latine, les 10 plus grands ports en termes de mouvement sont : Colón (Panama), Santos (Brésil), Manzanillo (Mexique), Bahía de Cartagena (Colombie), Pacífico (Panama), Callao (Pérou), Guayaquil (Équateur), Buenos Aires (Argentine), San Antonio (Chili) et Buenaventura (Colombie).

### Réseau ferroviaire
Le réseau ferroviaire brésilien a une extension d'environ 30 000 kilomètres. Il est essentiellement utilisé pour transporter des minerais. Le rail argentin , avec 47 000 km de voies, était l'un des plus importants au monde et continue d'être le plus étendu d'Amérique latine. Il en est venu à disposer d'environ 100 000 km de rails, mais le soulèvement des voies et l'accent mis sur le transport automobile l'ont progressivement réduit. Il a quatre sentiers différents et des connexions internationales avec le Paraguay, la Bolivie, le Chili, le Brésil et l'Uruguay. Le Chili compte près de 7 000 km de voies ferrées, avec des liaisons vers l'Argentine, la Bolivie et le Pérou. La Colombie ne compte qu'environ 3 500 km de voies ferrées.

### Voies navigables
Parmi les principales voies navigables brésiliennes, deux se distinguent: Hidrovia Paraná-Tietê (qui a une longueur de 2 400 km, 1 600 sur le fleuve Paraná et 800 km sur le fleuve Tietê, drainant la production agricole des États du Mato Grosso, du Mato Grosso do Sul, de Goiás et d'une partie de Rondônia, Tocantins et Minas General) et Hidrovia do Solimões-Amazonas (il comporte deux tronçons: Solimões, qui s'étend de Tabatinga à Manaus, avec environ 1 600 km, et Amazonas, qui s'étend de Manaus à Belém, avec 1 650 km. Le transport quasi intégral de passagers depuis la plaine amazonienne se fait par cette voie fluviale, en plus de pratiquement tout le transport de marchandises qui est dirigé vers les grands centres régionaux de Belém et Manaus). Au Brésil, ce transport est encore sous-utilisé: les tronçons fluviaux les plus importants, d'un point de vue économique, se trouvent dans le sud-est et le sud du pays. Sa pleine utilisation dépend toujours de la construction d'écluses, de grands travaux de dragage et, principalement, de ports permettant une intégration intermodale. En Argentine, le réseau de voies navigables est composé des fleuves La Plata, Paraná, Paraguay et Uruguay. Les principaux ports fluviaux sont  Zárate et  Campana. Le port de Buenos Aires est historiquement le premier en importance individuelle, mais la zone connue sous le nom de Up-River, qui s'étend le long de 67 km de la partie Santa Fé du fleuve Paraná, rassemble 17 ports qui concentrent 50% des exportations totales de le pays.

### Canal de Panama
Les premiers projets de construction du canal sont portés par les Français, dont Ferdinand de Lesseps, qui avait déjà œuvré à la construction du canal de Suez. Néanmoins, le projet est abandonné en raison de multiples scandales. Il est repris par les États-Unis au début du XXe siècle, ces derniers appuient donc la constitution du pays en 1903 et l'achètent par compensation financière. Les travaux durent de 1904 à 1914. Le canal n'est restitué au Panama que dans les années 1990.
Aujourd'hui, le canal de Panama représente 6 % du produit intérieur brut panaméen et accueil 14 000 bateaux par an. Le canal est un point de passage crucial puisqu'il permet de mettre en relation les façades atlantique et pacifique de l'Amérique latine sans contourner le continent. Il s'agit aussi d'un espace majeur de la mondialisation puisqu'il mène à de nombreuses routes rejoignant des grands pôles de l'économie mondialisée, en particulier les États-Unis, l'Europe et l'Asie. Les échanges avec les États-Unis restent dominants, les eaux du canal étant considérées comme appartenant à Washington, ce qui fait que les navires américains sont très largement favorisés. Ces dernières années, des aménagements ont été réalisés pour améliorer la capacité de trafic du canal (en particulier la construction d'écluses pour accueillir des navires plus importants). Ces aménagements sont faits dans l'optique de concurrencer le canal de Suez, compétition dans laquelle Panama présente des atouts certains, dans la mesure où le canal permet de relier Shanghai et New York avec douze jours de moins (par rapport à Suez) et étant plus sécurisé face au risque de piraterie.

## Croissance économique
Dans ce domaine, l'Amérique latine présente de forts contrastes. La région a connu un recul significatif de la pauvreté (le taux le plus bas depuis trente ans) et une explosion de la classe moyenne (la proportion de Latino-Américains vivant avec moins de quatre dollars par jour est passée de plus de 40 % en 2000 à moins de 30 % en 2010). Malgré ces résultats positifs, un tiers de la population de la région est encore menacée par la pauvreté. Certains pays demeurent plus fragiles économiquement alors que d'autres connaissent un développement très rapide qui s'accompagne d'une croissance économique particulièrement dynamique, comme le Pérou, ou près de 70 milliards de dollars d'investissements sont attendus d'ici à 2017. L'exemple de la Colombie est encore plus frappant : 6,4 % de croissance en moyenne en 2013, soit l'un des plus importants taux de croissance du monde, derrière la Chine, le seul pays à avoir fait mieux. L'Amérique du Sud est, avec le Moyen-Orient, le continent qui possède les plus grandes réserves de pétrole de la planète. Ainsi, le Venezuela est la première puissance pétrolière au monde, avec des réserves absolues estimées à 297 milliards de barils, soit plus que n'importe quel autre pays. Les poids lourds de l'économie, le Brésil et le Mexique, font tous les deux figure de géants sur la scène internationale : en effet, le Brésil est la 7e puissance économique mondiale accompagné dans le top 15 du Mexique (14e). Mesurée en parité de pouvoir d'achat, l'économie mexicaine a récemment devancée l'Italie pour occuper désormais la 10e place.
Entre 2014 et 2020, l'Amérique latine a connu son plus faible taux de croissance moyen depuis 1950 : 0,5 %. Alors que la population continue d’augmenter, la richesse par habitant a reculé de 4 % entre 2014 et 2019. La pauvreté et les inégalités augmentent et les classes moyennes apparues au cours des années 2000 voient leur niveau de vie baisser.
Néanmoins, force est de constater un regain soudain des investissements directs étrangers (IDE) depuis la fin de la pandémie  +32% entre 2020 et 2021 selon la Banque Mondiale]). Ceci s'explique aussi bien par le contexte international (retour de la guerre en Europe, sortie de la pandémie, découplage de l'Occident) que par des facteurs internes à la région (forte richesse en matière premières, virage progressiste dans plusieurs pays, rapprochement entre les leaders régionaux et la Chine ...).

## Démographie

### Importance de la population
Les pays d'Amérique latine sont peuplés de façon bien différentes, en particulier en ce qui concerne l'importance de la population de chaque pays. Ainsi le Brésil a 206 millions d'habitants et le Mexique compte un peu plus de 119 millions d'habitants, alors que l'Uruguay compte moins de 4 millions d'habitants. Deux pays possèdent plus de 100 millions d'habitants, deux plus de 40 millions, quatre autres entre 10 millions et 16 millions, cinq pays comptent entre 5 et 10 millions d'habitants.

### Origines de la population
La population d'Amérique latine est également remarquable par la diversité de ses origines ethniques, car le continent - où l'homme est apparu beaucoup plus tardivement que sur la plupart des autres continents - a vu arriver successivement plusieurs vagues de peuplement d'origines diverses.

#### Populations amérindiennes
La population amérindienne est issue de peuplements pré-coloniaux. Ces populations amérindiennes, originaires d'Asie, ont été décimées au moment de la conquête espagnole, en particulier au Mexique, au contact des maladies venues d'Europe (telles que la variole), auxquelles elles n'ont pu opposer aucune défense naturelle. Indépendamment de la maladie, la conquête elle-même et l'exploitation de la population par les Espagnols et les Portugais ont décimé la population : l'estimation la plus élevée de la mortalité provoquée par l'exploitation des mines de Potosí est de 8 millions d'Amérindiens, notamment en raison de l'utilisation du mercure pour extraire l'argent des mines. Au début du XXIe siècle, la population amérindienne est la majorité seulement en Bolivie (55 % de la population). Elle est très importante au Pérou, avec 45 % de la population, Guatemala 47 %, et en Équateur (25 %), mais est très minoritaire au Mexique (12 %, soit de l'ordre de 13 à 14 millions d'habitants) et en le reste d'Amérique centrale, ou encore plus petite au Venezuela (5 % de la population) et en Colombie (3 % de la population).

#### Populations d'origine européenne
Elle est au départ essentiellement d'origine portugaise au Brésil ou espagnole ailleurs. Des vagues d'immigration ultérieures sont venues ensuite : par exemple l'immigration italienne en Argentine.
Les latino-américains de type caucasien sont les descendants de fondateurs européens venus en Amérique durant les périodes coloniales et post-indépendantes. Ils sont principalement originaires d'Espagne, d'Allemagne, d'Italie et du Portugal. Bien que minoritaire au regard des 18 millions d'Allemands ou des 31 millions d'Italiens du Brésil, on estime à pas moins d'un million la communauté de Français ou de descendants de Français dans les pays latino-américains.
Les personnes d'ascendance européenne constituent le groupe ethnique le plus important en Amérique latine, et, avec les personnes d'ascendance partiellement européenne, elles constituent jusqu'à 80% de la population de certains pays, voire plus. Les pays comptant la plus forte proportion de population d'origine européenne sont l'Uruguay (80 %), Costa Rica (64 %), l´Argentine (60 %) et Puerto Rico (54 %). Au Chili, les habitants d'origine européenne représentent 45 %. Viennent ensuite le Brésil (41 %), Cuba (36 %) et Venezuela (31 %). En Colombie les blancs atteignent un cinquième de la population (20 %). Dans les pays comme le République dominicaine, Mexique, Pérou et Nicaragua environ 15-16 % de la population est criollo ou blanche, principalement d'origine espagnole. Au Panama, Guatemala, au Salvador, en Équateur et en Bolivie entre 8 et 11 %. Au Haïti est 5 %. Le pays avec la plus petite population d'origine européenne est le Honduras (4 % de la population).

#### Populations d'origine africaine
L'arrivée de ces populations en Amérique latine est due à l'esclavage. En effet, la résistance « insuffisante » des populations locales, en particulier face aux maladies importées de l'Ancien monde, a poussé les exploitants français, espagnols et portugais à faire venir une population d'esclaves, plus résistante, venue d'Afrique.

#### Populations métisses
Les habitants d'Amérique latine sont issus d'une variété d’ascendance et le continent est composé de divers groupes ethniques. Il est possible de décomposer les populations métissées en plusieurs catégories : les mestizos ou castizos (populations d'ascendance européenne et amérindienne), les mulatos (ascendance européenne et africaine) ou encore les zambos, un terme utilisé dans les anciens empires coloniaux portugais et espagnol pour désigner les enfants nés de parents indiens et africains,,.

## Société

### Développement
Dans les communautés andines d’Amérique latine, la notion de développement est définie par l’expression sumak kawsay, qui, en quechua, signifie « buen vivir », « bien vivre » ou « douceur de vivre » en français. Ancré dans les cultures et les visions du monde des groupes autochtones, ce concept intègre les critiques occidentales des modèles dominants du développement pour proposer un autre paradigme fondé sur l’harmonie entre les êtres humains, ainsi qu’entre les êtres humains et leur environnement naturel. Le sumak kawsay propose donc une autre notion du développement et est inscrit dans la Constitution de l’Équateur et de la Bolivie.
Dans sa version récente, la Constitution de l’Équateur s’inspire de ce concept et fait référence à une « nouvelle forme de coexistence citoyenne, dans la diversité et en harmonie avec la nature, pour atteindre le bien vivre, le sumak kawsay ». La Constitution repose sur la reconnaissance du « droit de la population à vivre dans un environnement sain et écologiquement équilibré qui garantit la durabilité et le bien vivre (sumak kawsay) ». Elle stipule en outre qu’il est de la responsabilité de l’État de « promouvoir la création et la production de connaissances, soutenir la recherche scientifique et technologique et valoriser les sagesses ancestrales pour parvenir ainsi au bien vivre (sumak kawsay) ».

### Violence
L'Amérique latine est cinq fois plus touchée par les homicides que les autres continents. La moyenne annuelle des meurtres s'établit à 27 pour 100 000 habitants, alors que la moyenne mondiale est de 5 pour 100 000. Cette vague de criminalité touche de nombreux pays d'Amérique latine (supérieur à 80 pour 100 000 habitants par an). La violence est particulièrement urbaine.
Outre cette criminalité ardente, de petites délinquances sont en hausse, donnant un sentiment d'insécurité aux classes moyennes (incivilités, vols à la tire, cambriolages, vols de voiture, etc.).
L'Amérique latine connaît une forte violence à l'encontre des femmes. En effet, 50 % des femmes sont maltraitées, dans la sphère intime, au point de vue physique et/ou psychologique. Ces femmes connaissent des formes de violences, bien divers, individuelle et quotidiennes, et dépasse régulièrement le cadre domestique. Les femmes sont les victimes préférées d'une violence sociale généralisée.

### Inégalités
L'ensemble de l'Amérique latine et des Caraïbes demeure l’une des régions où les inégalités de revenus sont les plus marquées, et ce, en dépit de la forte croissance économique et de l’amélioration des indicateurs sociaux que l’on observe depuis les années 2010. En effet en Amérique latine, 40 % des ménages les plus pauvres perçoivent 15 % des revenus totaux, là où 10 % des plus riches détiennent 30 % des revenus totaux.[réf. nécessaire]
On retrouve ces inégalités à différentes échelles : infra nationale, infra régionale et locale.
Les inégalités touchent principalement les groupes sociaux minoritaires tels que les femmes, les enfants de moins de 17 ans et les populations d'origine africaines et sont la source des violences sociales qui sévissent en Amérique latine.
Des disparités au sein des grandes métropoles sont visibles entre quartiers riches et quartiers pauvres. Ces différents quartiers sont généralement coupés par des murs physiques ou naturels (forêts, manque d'infrastructures pour rejoindre le centre-ville, etc.).
Ces inégalités s'expliquent en partie par un système fiscal très avantageux pour les plus fortunés : peu de prélèvement sur la fortune ou la propriété et des impôts sur les biens et les services (qui touchent indistinctement riches et pauvres) cinq à six fois supérieurs aux impôts sur le revenu.
Le Département des affaires économiques et sociales des Nations unies indique que :

« La chute de la part salariale a été attribuée à l’impact des avancées technologiques qui favorisent l’économie de main d’œuvre et à un affaiblissement général des réglementations et des institutions du marché du travail. Cette chute risque de peser de façon disproportionnée sur les groupes à revenu intermédiaire ou à faible revenu qui comptent principalement sur le revenu du travail ». En outre, le rapport souligne que « la répartition très inégale des terres a créé des tensions sociales et politiques et est une source d’inefficacité économique, car les petits propriétaires terriens n’ont souvent pas accès aux crédits et autres ressources nécessaires pour accroître la productivité, tandis que les grands propriétaires n’ont pas toujours suffisamment d’incitations à le faire. »

D'après la Cepalc (Nations unies), le coefficient de Gini (qui mesure les disparités de revenus) ne baisse que de 3 % après impôts en Amérique latine contre 17 % dans les pays de l'OCDE. D'après une étude de l'OCDE sur l'Amérique latine, « Les faibles recettes des impôts sur les revenus, les profits et le capital s'expliquent en partie par les généreuses exemptions et les hauts dégrèvements octroyés, ainsi que par l'évasion fiscale des contribuables les plus riches ». Les fraudes fiscales représentent 350 milliards de dollars par an, soit 6,3 % du PIB.

### Religion
Le catholicisme est majoritaire dans la plupart des pays d'Amérique latine. Toutefois, le protestantisme (principalement évangélique) connaît depuis plusieurs années une forte croissance.
Part des religions dans les pays d'Amérique latine (2014)
| Pays                   | Catholicisme (%) | Protestantisme (%) | Sans religion (%) | Autres religions (%) |
| ---------------------- | ---------------- | ------------------ | ----------------- | -------------------- |
| Paraguay               | 89               | 8                  | 1                 | 2                    |
| Pérou                  | 76               | 17                 | 4                 | 3                    |
| Mexique                | 81               | 9                  | 7                 | 4                    |
| Équateur               | 79               | 13                 | 5                 | 3                    |
| Bolivie                | 77               | 16                 | 4                 | 3                    |
| Panama                 | 70               | 19                 | 7                 | 4                    |
| Argentine              | 71               | 15                 | 11                | 3                    |
| Colombie               | 79               | 13                 | 6                 | 2                    |
| Venezuela              | 73               | 17                 | 7                 | 4                    |
| Costa Rica             | 62               | 25                 | 9                 | 4                    |
| Brésil                 | 61               | 26                 | 8                 | 5                    |
| République dominicaine | 57               | 23                 | 18                | 2                    |
| Chili                  | 64               | 17                 | 16                | 3                    |
| Nicaragua              | 48               | 39                 | 9                 | 4                    |
| Honduras               | 46               | 41                 | 10                | 2                    |
| Guatemala              | 51               | 38                 | 8                 | 3                    |
| Salvador               | 49               | 36                 | 12                | 3                    |
| Uruguay                | 42               | 15                 | 37                | 6                    |